# Peuls
Pour la langue, voir Peul.
Les Peuls (appelés aussi Foulani, Fulbhés, Fulfulde, Pular ou encore Fellata selon les pays) sont un peuple traditionnellement pasteur établi dans toute l'Afrique de l'Ouest et au-delà de la bande sahélo-saharienne, soit au total une quinzaine de pays différents et pour un total estimé entre 25 et 65 millions.
Particulièrement nombreux au Nigeria, au Niger, dans le nord et ouest du Cameroun, au Mali, au Sénégal, en Mauritanie et en Guinée, ils sont également présents au Tchad, en Gambie, au Burkina Faso, au Bénin, en Guinée-Bissau, en Sierra Leone, au Ghana, en Côte d'Ivoire, au Togo et au Soudan. Ils sont souvent minoritaires, à l'exception de la Guinée, où ils représentent la communauté la plus importante du pays avec 58,4% de la population.
Leur dispersion et leur mobilité a favorisé les échanges et les métissages avec d'autres populations subsahariennes. Le socle de leur identité est toutefois la religion musulmane, la compétence pastorale, une tendance à l'endogamie et la langue peule. Ils comptent, en tout état de cause, de multiples groupes.

## Ethnonymie
Le terme Peul est l'orthographe la plus utilisée dans les textes français contemporains (on rencontre encore parfois Peulh, notamment dans la toponymie de villages et localités par exemple au Burkina Faso, ou encore Peuhl). Il est la transcription française du mot wolof Pë'l qui désigne ce peuple.
Les Peuls se désignent eux-mêmes avec une racine Pul-, qui devient Ful- par le phénomène de mutation consonantique, lequel est régulier en langue peule. Ainsi, "un Peul" (au singulier) se dit Pullo (prononcé [poullo]), et le pluriel "(les) Peuls" se dit Fulɓe, avec le suffixe -ɓe de pluriel des noms humains. Par écrit, ce mot Pullo est parfois rendu sous différentes orthographes: Pulli, Pullo, Pulo, Poules, Pouli (terme qui, au temps de l'imamat du Fouta-Djalon islamisé, désignait les Peuls non convertis à la religion islamique). Quant au pluriel Fulɓe, il est pour sa part transcrit parfois Fulbhe (en utilisant un digramme bh comme en Guinée), Fulbe ou Foulbé.
En langue haoussa, les Peuls sont appelés Fulani (Filani, Foulani, Fellani) ‒ basé sur la même racine Pul-/Ful-. Ce terme a été repris en arabe فولاني (fūlāni), et en anglais Fulani.
La langue peule est nommée pulaar au Sénégal, et fulfulde à l'est de la zone peule, principalement au Cameroun ‒ deux mots également basés sur la racine Pul-/Ful-. Par métonymie, ces noms désignant la langue sont souvent employés, en français, pour désigner l'ethnie: on entend régulièrement parler des Poulars et des Fulfuldés pour désigner la population peule dans son ensemble.
D'autres noms également utilisés, en français et en anglais, pour désigner les Peuls incluent les suivants: Fellata (Fellaata, Fulata, Felata), Fulfulde (Fulfede), Foulankunda (Fulakunda), Foulanke (Fulanke), Foula (Foulah, Fulah, Fula, Fullah, Fellah, Ful, Foule, Foulhs, Phouls, Fouli, Foullah, etc.), Pulaar (Poular), Poullôri, Futa, Hilani, Peuls Pandé.
Selon une hypothèse, le mot Pullo viendrait du verbe peul fullade «éparpiller, disperser au souffle». Cependant, il s'agit sans doute là d'une étymologie populaire sans fondement scientifique et, à l'heure actuelle, il n'existe aucun consensus quant à l'étymologie du nom ou de ses dérivés.

## Population

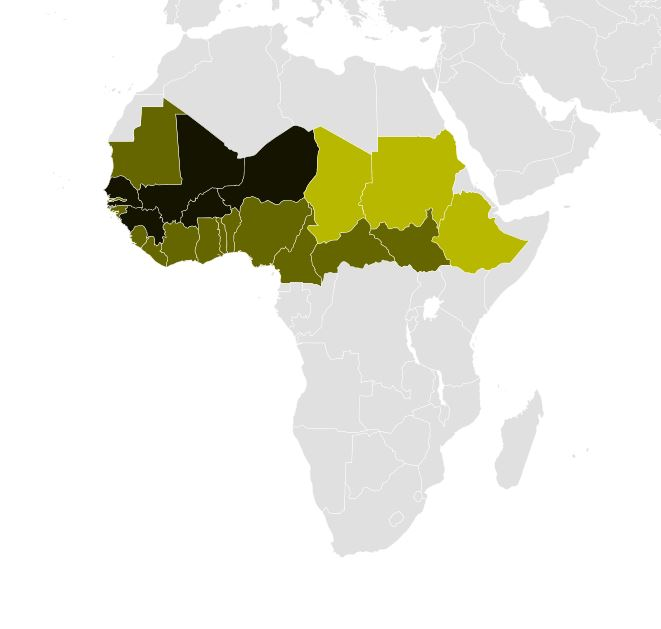
Répartition des populations peules sur le continent africain. [Teinte foncée : les Peuls constituent une des principales composantes du pays ; teinte moyenne : groupe ethnique important ; teinte claire : groupe ethnique minoritaire

]

### Un archipel peul
On parle pour décrire le peuplement peul à travers la bande sahélienne d'«archipel peul», car ils sont disséminés en îlots d'importance très variable. Ces îles ou des îlots [...] émergèrent au XIXe siècle dans les remous des djihads qui aboutirent à l'établissement des théocraties peules. De façon générale, le peuplement peul s'est par ailleurs effectué par vagues successives, dans différentes régions, à différentes époques.
Les locuteurs de peul sont aujourd’hui entre 50 et 80 millions. Ils ont conservé une langue remarquablement homogène, quoique généralement non écrite et ce malgré la dispersion de ce peuple sur la plus grande partie du Sahel.

### Nord-est du Burkina Faso

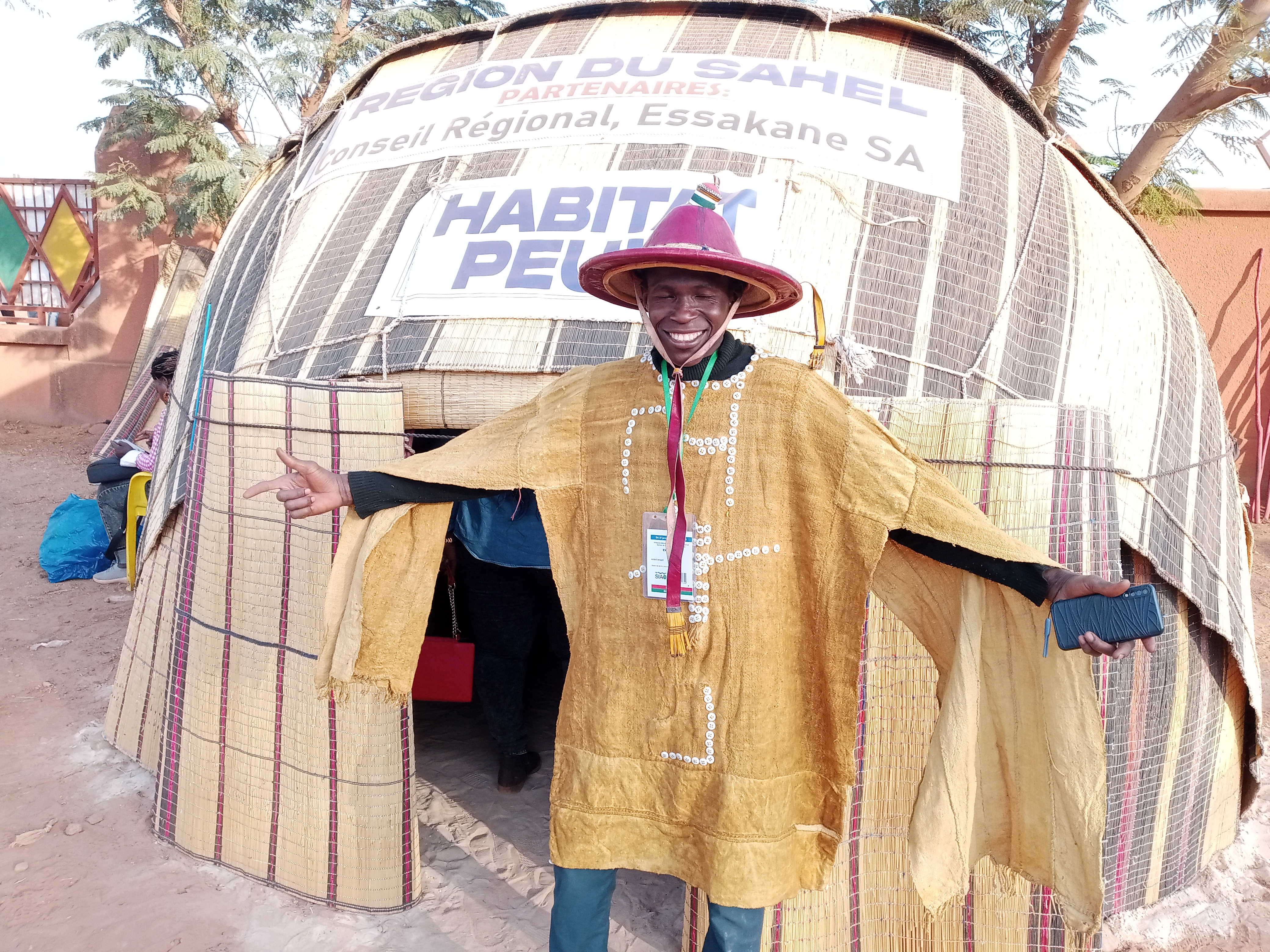
Habitat peul lors du Salon International de l'Artisanat de Ouagadougou (SIAO)

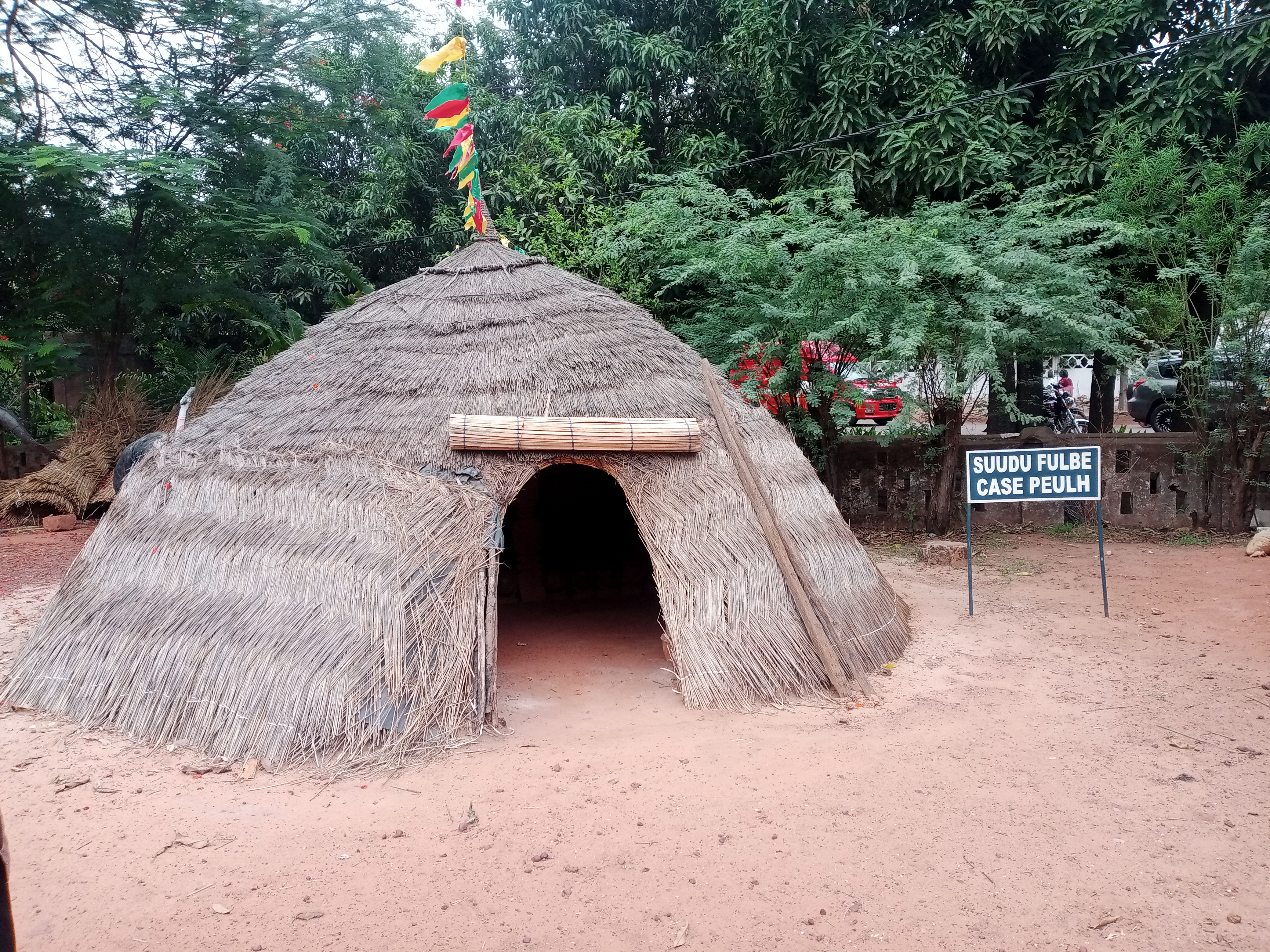
Habitat de l'ethnie peule.

Au nord-est du Burkina Faso se trouve un espace peul, héritage de l'ancien émirat du Liptako fondé en 1809-1810, et plus connu sous le nom de «région de Dori».
Une autre région historique peule est celle de Djelgoji, correspond à peu près à la province du Soum actuelle. Les Peuls de cette province, les Djelgobe, sont venus de régions maliennes proches, le Macina et le Kunaari (région de Mopti), entre le XVIIe et le XVIIIe siècle.
Les autres principales zones d'implantation sont la province du Yagha et partiellement celle de l'Oudalan.

### Nord du Nigeria
Au Nigeria, lors du recensement de 1963, ils représentaient 8,6% de la population, dont environ 40% de la population de l'État de Kano, 65% de l'État du Nord-Est. On y distingue les Foulanis (Peuls) Bidas, qui sont établis dans les villes haoussas depuis le XVe siècle et ont la main de façon presque exclusive sur les postes à responsabilité depuis la djihad d'Ousman dan Fodio, et les Foulanis Bororos, qui sont des pasteurs semi-nomades.
Cette distinction recoupe celle fait traditionnellement entre les groupes pastoraux, nomades et «païens», constitués de Peuls dits «rouges», des Peuls sédentaires et islamisés, dits Peuls «noirs», qui prirent la tête des guerres saintes (djihad) au XIXe siècle qui aboutirent à la naissance d'États, comme l'imamat de Fouta-Toro (Sénégal-Mauritanie), l'empire du Macina (Mali) ou l'empire de Sokoto (Nigeria). Cette typologie dichotomique est toutefois en grande partie remise en cause aujourd'hui.

### Mali

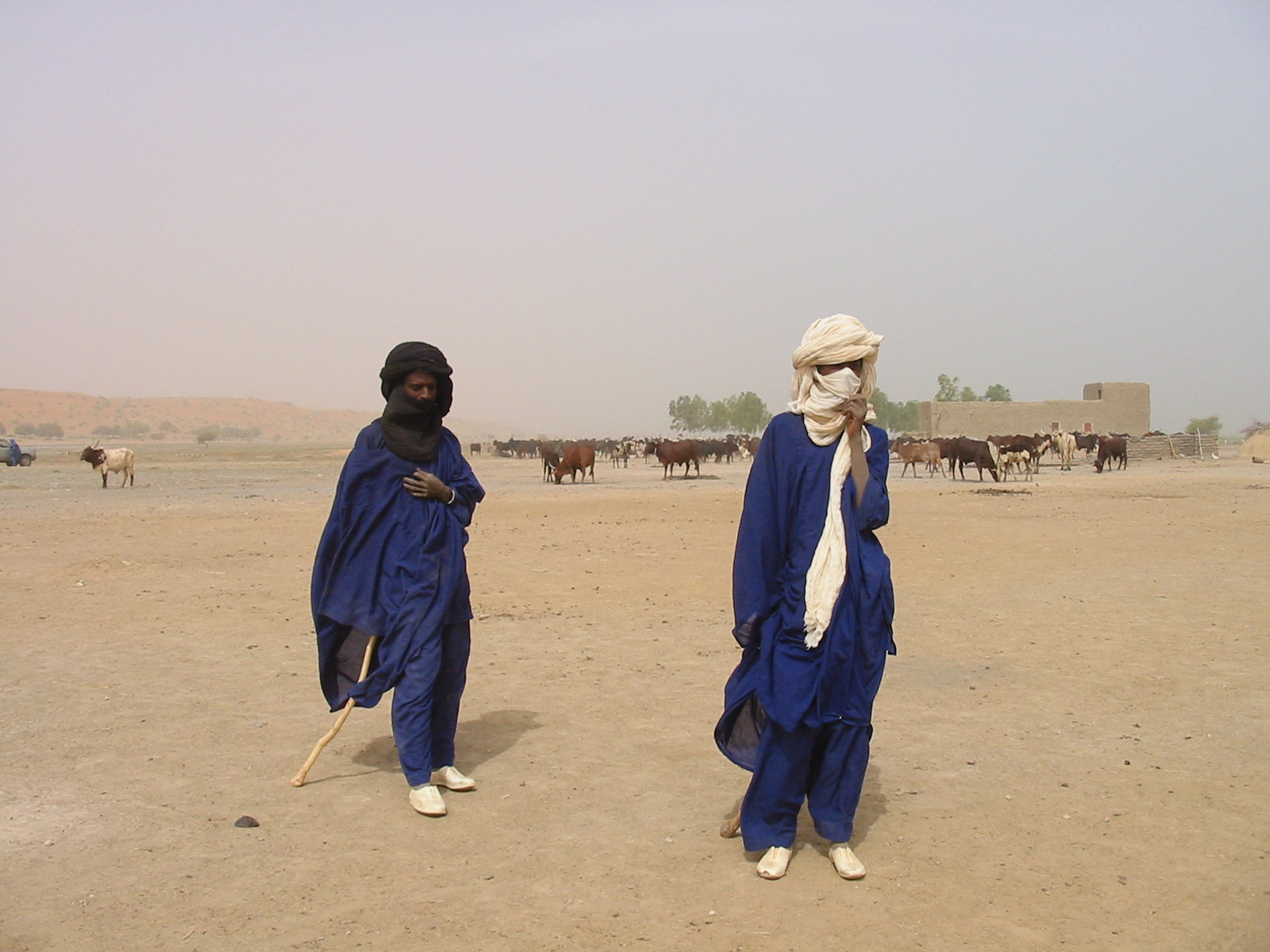
Éleveurs peuls du Gourma, Sud de Gao, Mali

Il y a également des communautés importantes au Mali surtout dans la région de Mopti, notamment dans le Macina (cercles de Tenenkou, Djenné, Mopti et Youwarou) et constituent la deuxième ethnie après les Bambaras. On distingue ainsi chez les Peuls nomades les Seedoobe (du Mali), Weiheebe de l'Hayre les Djelgobe (venus du Burkina Faso) et surtout les Toleebe (venus du Niger).

### Tchad
Au Tchad, la population peule (Foulbé, Bororo) autochtone est estimée à environ 250 000 personnes.
Les Peuls Wodaabe (ou Bororos), sont notamment connus pour la fête de la beauté du Geerewol. Les Saanorabe et les Diagbé sont un sous-groupe peul connu pour sa bravoure et la quantité très élevée de leurs troupeaux de vaches Na'i (zébu).

### Sénégal
On les trouve au Sénégal et en Mauritanie mais aussi dans le sud du Sénégal et en Gambie.
Les Habobe constituent l'un des dizaines de sous-groupes peuls du Sénégal.
On en recense aussi au Sierra Leone, en Gambie, en Guinée-Bissau et dans le nord du Cameroun, toujours dans la partie sahélienne de ces pays, là où la vie pastorale est possible. En Guinée et Guinée-Bissau, une proportion importante de la population est peule.

### Côte d'Ivoire
L‘immigration des éleveurs peuls dans le nord de la Côte d’Ivoire a commencé dès l’époque coloniale, dans les années 1930.
Toutefois, les sécheresses des premières années de la décennie soixante-dix, qui frappent durement le bétail des Peuls du Niger comme de Mauritanie, provoquent un mouvement inédit de repli vers les savanes méridionales, un mouvement qui s'accélère avec la sécheresse de 1984.
Dès lors, les Peuls font irruption au nord de la Côte d'Ivoire et leur cheptel connaît un essor dans ce nouveau pays, suscitant des réactions violentes des populations locales. Ces Peuls transhumants immigrés des régions sahélo-soudaniennes ont suscité des réactions de rejet des Sénoufos dans leur zone de population dans les années 1990, tout en évitant celle des Lobi d'un côté et des Malinké.
En revanche, les autorités ivoiriennes ont à l'époque soutenu de facto l’installation des éleveurs et de leur cheptel depuis le début des années 1970 en investissant considérablement en infrastructures et en suivi sanitaire. Entre 1974 et 1994, afin de résoudre les problèmes de ravitaillement en viande dans les grandes villes du pays, les autorités ivoiriennes définissent une politique pastorale dans le cadre de laquelle est encouragée la sédentarisation des éleveurs peuls burkinabé et maliens, déjà présents dans le pays.
Le cheptel transhumant finira par représenter le tiers du cheptel bovin national en 1994 et le cheptel dans le Nord, 65% du cheptel national,.

### Soudan
Des Peuls, sous le nom de Fellata, se sont établis au Soudan sur le chemin du pèlerinage à la Mecque.

### Les juifs d'Afrique?
L'écrivain et penseur malien Amadou Hampâté Bâ (1900-1991), lui-même Peul, évoquant la manière dont ils sont perçus par d'autres communautés, a établi une comparaison avec les juifs, dans la mesure où, comme les juifs avant la création d'Israël, ils sont dispersés dans de nombreux pays, où ils suscitent de la part des autres communautés des reproches récurrents qui ne diffèrent guère selon le pays : ils sont souvent perçus comme enclins au communautarisme, au népotisme, et prompts à trahir,.
Les conflits classiques qui, dans leurs zones de transhumance, opposent périodiquement ces éleveurs nomades aux agriculteurs sédentaires, ainsi que le fait qu'ils soient, davantage que la plupart des autres ethnies, présents dans un nombre important de pays (et sont donc au contact de populations diverses), contribuent sans doute à expliquer cette réputation trop souvent entretenue par les populations auxquelles les opposent des différends.

## Histoire

### Origines

#### Tradition
Les traditions orales ou écrites recueillies auprès des Peuls mentionnent pour la plupart autour d’une union entre Oqba, l’Arabe, et Tadjimaou, la princesse noire. Ces deux personnages auraient engendré quatre enfants, les ancêtres des quatre clans peuls : Barry (ou Sangare), Diallo (ou Kane), Sow (ou Sidibe), Bah (ou Balde ou Diakhite). Cette origine est tout à fait incertaine, Oqba s'identifiant probablement à Oqba ibn Nafi, le conquérant arabe mort en 683, qui n'a jamais traversé la totalité du Sahara. Cette ascendance permet en revanche aux Peuls islamisés de revendiquer des racines arabes prestigieuses.

#### Théories multiples
L'origine (ou les origines) des Peuls a donné naissance à une littérature abondante de qualité inégale, qu'il est difficile de résumer.
L'historien Cheikh Anta Diop a lié les Peuls à l'Égypte, comme il l'a fait pour les Sérères et Wolofs. La théorie de Diop a cependant été réfutée par d'autres chercheurs dont le professeur Russell G. Schuh,,.
André Arcin les fait venir de la lisière nord du Sahara jusque dans le sud marocain. Tauxier préconise la route du sud de l'Algérie et les ferait émigrer de leur pays d'origine (moyenne Égypte) vers le VIe siècle avant l'ère chrétienne. Béranger-Féraud, Verneau et d'autres indiquent, également la route septentrionale comme étant celle de leurs migrations. Le Sahara est exclu car jugé comme étant un pays désertique et inhabitable, difficile à traverser pour une population dont l'économie principale est l'élevage. Seul Motel les fait venir du sud Sahara. Cette première migration d'est en ouest leur fera atteindre la vallée du fleuve Sénégal vers le VIIIe siècle de notre ère (Lhote).

#### Apport des études génétiques
Une étude génétique publiée en 2019 montre que les populations foulanis sont issues d'un mélange entre un groupe d’Afrique de l’Ouest et un groupe ayant à la fois des ancêtres européens et nord-africains. Ainsi, les Peuls de Ziniaré au Burkina Faso ont des fractions d'ascendance d'origine d'Afrique de l'Ouest à raison de 74,5 %, 21,4 % d'origine européenne et 4,1 % d'origine est-africaine. Une structure génétique similaire est observée parmi tous les autres groupes de Foulanis, à l'exception des Foulanis de Gambie. Ce mélange doit probablement être associé aux pratiques d'élevage adoptées dans le passé, car il a entraîné des adaptations génétiques dont notamment l'élément de contrôle du gène LCT permettant aux porteurs de digérer le lactose tout au long de leur vie. Cet allèle T-13910 LP chez les individus peuls analysés dans cette étude repose sur un fond européen d'haplotype ce qui exclut une évolution parallèle convergente.
L'identification des fragments d'ascendance spécifiques flanquant des segments de type européen conforte l'opinion selon laquelle l'ascendance européenne dans les génomes peuls est couplée à leur composante nord-africaine. Ces deux ancêtres génétiques se sont mélangés dans le nord-ouest du continent africain depuis au moins 3 000 ans. Une étude de 2018 a établi un lien entre la diffusion de populations par le détroit de Gibraltar aux migrations néolithiques et au développement néolithique en Afrique du Nord. Cette ascendance mixte d'origine gibraltarienne avait déjà été observée dans le pool génique mitochondrial des Foulanis qui relie les Foulanis au sud-ouest de l'Europe à partir des haplogroupes d'ADNmt H1cb1 et U5b1b1b. La lignée paternelle R1b-V88 montre des estimations d'âge similaires indiquant le moment où les premiers éleveurs se sont installés dans la ceinture Sahel / savane.
L'étude déduit que la proportion de non-Africains chez les Foulanis a été introduite par le biais de deux mélanges datés pour le premier entre 1500-2138 ans et le second entre 237–368 ans. Le premier mélange supposé entre les ancêtres ouest-africains des Peuls et un groupe nord-africain ancestral a probablement favorisé [Comment ?], voire catalysé des changements dans le mode de vie de ces populations et a par conséquent conduit l'expansion des Peuls dans la ceinture Sahel / savane. Ce point de vue est compatible avec les traces du pastoralisme dans la savane ouest-africaine (nord du Burkina Faso, en particulier), commençant il y a environ 2 000 ans selon des données archéologiques. Le deuxième événement d'adjonction remonte à une époque plus récente, provenant d'une source de l'Europe du Sud-Ouest. Cet événement peut probablement être expliqué par un flux de gènes ultérieur entre les Foulanis et des populations nord-africaines (qui supportent des proportions de mélanges avec les Européens en raison du flux de gènes par Gibraltar) ou encore par l'expansion coloniale européenne en Afrique.

### À l'ouest région du Sahel
- VIe siècle av. J.-C. ? - VIIIe siècle apr. J.-C. : arrivée de pasteurs peuls dans le Hodh de la Mauritanie actuelle en passant par le nord du Sahara encore vert (gravures rupestres du Tassili et du Hoggar).
- IXe siècle : dans la légende Foutanke, le royaume des Dia Ogo.

Tous les historiens soulignent l'importance de cette population en Afrique de l'Ouest qui se sédentarise et créée de puissants royaumes théocratiques tremplins pour la guerre sainte ou djihad, contre les animistes et les peuples jugés moins musulmans (Haoussas) : le Macina au Mali, le royaume du Fouta-Toro au Sénégal et le Fouta-Djalon en Moyenne-Guinée, l'Empire de Sokoto fondé par le modibbo Ousmane dan Fodio au Nigéria et les sultanats et lamidats du Nord Cameroun.

### De l'autre côté du fleuve Niger
- XIe siècle : fondation de l'empire almoravide englobant le Maroc et la Mauritanie, les tribus peules qui s'étaient converties mais avaient abandonné la religion musulmane, furent contraintes de se convertir à nouveau. Persécutées par ces religieux, elles durent fuir vers le sud ; un premier groupe trouva refuge en Sénégambie et au Boundou, un second groupe se réfugia dans le Bas-Sénégal, créant par la suite l'empire du Tekrour, futur Royaume du Fouta-Toro. Le troisième groupe gagna le Macina et fut rejoint par les tribus foulas qui s'étaient dirigées vers le Nil[40].
- XIIe siècle : des Peuls refusant l'islamisation de l'empire du Ghana, sous la pression des Almoravides, fuient vers la région du Fouta-Djalon, puis vers le Macina et enfin au nord du pays Haoussa.
- XIIIe siècle : dans le Tekrour, d'autres Peuls se mêlent surtout aux Sérères et aux Tekrouri. Les Peuls nomadisent sur un axe ouest-est et atteignent les régions du Fouta-Djallon en Guinée, jusqu'à atteindre les régions du lac Tchad et le nord du Cameroun. C'est ainsi qu'ils se sont étendus sur une bonne partie de la bande sahélienne, du Sénégal au Soudan.
- XIIIe siècle - XIVe siècle : l'Empire du Mandé intègre dans la paix des ethnies aussi diverses que sont les Touaregs, Wolofs, Bambara, Songhaï, Tekrours, Dialonké, Malinké, Dogons, etc. Toutes ces populations ont adhéré à la Charte du Manden.
- XVe siècle : Sonni Ali Ber, empereur de l'Empire songhaï de Gao, grand maître du Soudan Occidental, rattache le Macina, territoire à majorité peule, à l'empire de Gao.
- XVIe siècle : Koli Tenguella dit Puli, à la fois Peul et Malinké, à la tête de son armée, repousse les Maures, soumet le du Royaume du Fouta-Toro après plusieurs tentatives, soumet également les Wolofs et les Sérères, annexe l'empire toucouleur (Tekrour), conquiert toutes les contrées s'étendant entre le Haut-Niger à l'est, le Bas-Sénégal au nord et à l'ouest, le Fouta-Djalon au sud[41]. Koly Tenguella une fois roi (Silatigui) du Fouta-Toro, installe sa dynastie, les Deniankobé.

### Mouvements djihadistes et naissance d'États peuls
Durant le premier tiers du XIXe siècle, des changements particulièrement importants interviennent en Afrique de l'Ouest avec la mise en place de gouvernements musulmans à l'issue de luttes ouvertement prosélytes présentées comme des actions de djihad. Ces djihad sont menés par des membres des élites intellectuelles et religieuses peules même s'il ne s'agit pas d'un phénomène ethnique.
Ces mouvements de réforme islamique (jihad) ont bouleversé l'ensemble du monde peul et ses voisins à partir du XVIIIe siècle et jusqu'au premier tiers du XIXe. Les États qui en sont issus regroupent la majorité de la population peule couvrent de très vastes régions de la zone soudano-sahélienne.
Ainsi, des lettrés musulmans se sont posés en réformateurs-conquérants dans le Fouta Boundou (fin XVIIe siècle), premier l’État musulman déclaré comme tel, puis avec la création de l'imamat du Fouta-Djalon (1725). Ensuite, le djihad s’étendit jusqu’au Fouta Toro entre 1769 et 1776, ce qui aboutit à l’installation d’un autre imamat sur le fleuve Sénégal (1776).

#### Imamat du Fouta-Djalon

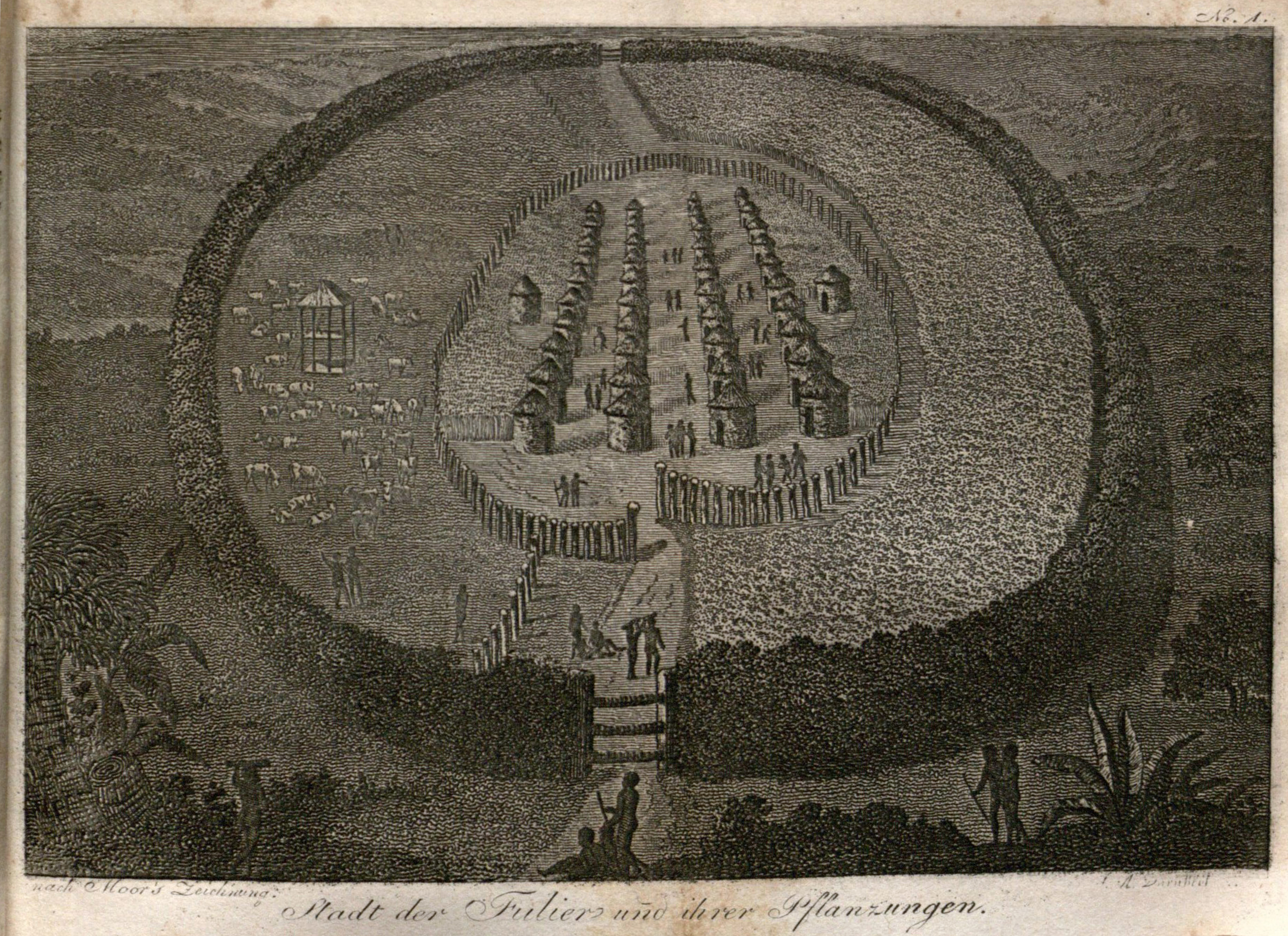
Stadt der Fulier und ihrer Pflanzungen, d’après Francis Moore, 1802

Création de l'État théocratique du Fouta-Djalon en Moyenne-Guinée au XVIIIe siècle.
Arrivée de tribus maures arabisées Brakna et Trarza au Fouta-Toro, le Walo et le Cayor au XVIIIe siècle. Les troupes de Tashomba, appuyées de Marocains et de Hormans (métis de Marocains et de Noirs), mettent à sac le Fouta-Toro et renversent le régime des Deniankobé. Ils le remplacent par un régime maraboutique (tribus Zénaga). Guerres intestines entre les différents membres de la famille régnante, pillages et razzias fréquentes dans les villages agricoles, appauvrissent rapidement le pays. Mise en place de différents Syratiks au profit soit des Brakna, soit des Trarza. L'action des Maures dans cette région est un échec économique et social. Sous l'influence grandissante des tribus maraboutiques, retrait des Maures en 1786.
XVIIIe siècle - Les Dialloubé (pluriel de Diallo) gouvernent les Peuls du Macina. Amadu Bari reçoit la bannière du djihad des mains du Toucouleur Usman dan Fodio, et le titre de cheikou.

#### Empire du Macina

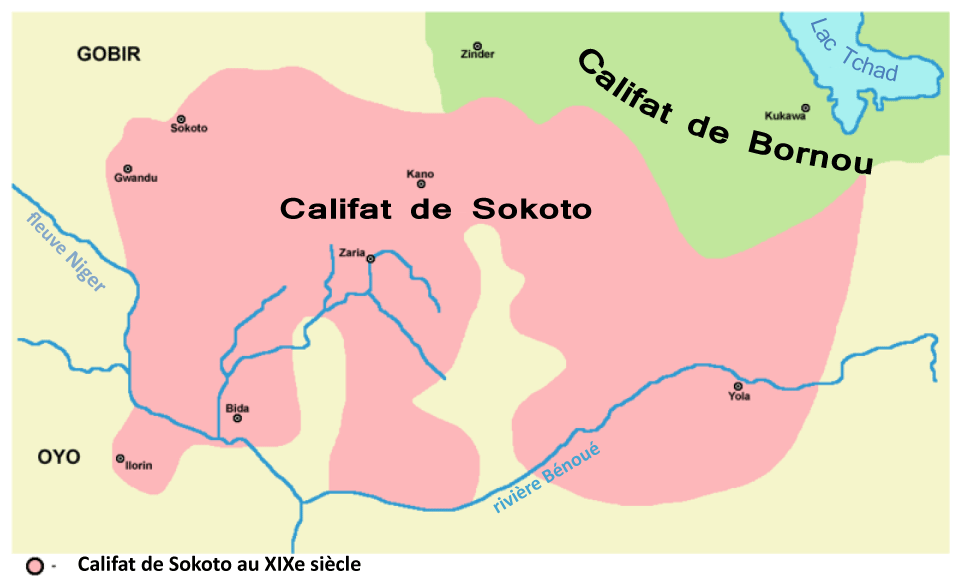
Carte représentant le califat de Sokoto au XIXe siècle.

L'Empire peul du Macina (1818-1862), avec Amadu Bari à sa tête, conquiert Tombouctou, contrôle Jelgooji, Liptako, ainsi que le confluent du Sourou et de la Volta Noire au sud-ouest de l'actuel Burkina Faso. Le XIXe siècle voit les conversions de Sékou Amadou et cette islamisation leur permet d'avoir une certaine unité politique. Seuls les Peuls Bororos, Wodaabe « les bannis », en réchappent. Les « convertis » fondent alors un empire, l'Empire peul du Macina au Mali, le royaume peul et mandingue du Fouladou, en Guinée le Fouta-Djalon et au Nigeria l'Empire de Sokoto. Tous les États à part les deux Fouta, nés au XIXe siècle, ont été très éphémères, malgré cela c'est ce qui leur a permis durant ce siècle, d'établir une certaine unité des fulbé, ce qui n'avait jamais été le cas avant.
1811 - Les Peuls remportent une grande victoire sur les Gourmantché, à Dori. Dix ans plus tard, Ilorin, sur la côte du Bénin, devient un émirat peul, après la lutte menée par Mallam Alimi. En revanche battus à Kissi par les Touaregs en 1827, les Peuls doivent abandonner l'Oudalan, région située au nord-est du Burkina Faso.
1868 - Écrasement de l'État païen rival du Ngaabu (actuelle Guinée-Bissau) par al-hajj Umar puis Samory Touré.

### Résistance peule durant la période coloniale
La colonisation est tardive (Haut-Niger 1854, le Fouta-Djalon en 1896, Rivières du Sud en 1866) et relativement brève (à peine 100 ans). Le gouverneur de la Guinée française est Faidherbe. D'emblée, les Peuls apparaissent aux yeux des Européens comme des Mahométans armés, au même titre que leurs voisins Maures et Touaregs.
Leur société extrêmement hiérarchisée parait dès l'abord, trop complexe aux yeux des Européens et difficile à percer (problème de la langue),. La France engage[Quand ?] une politique « diplomatique » et commerciale avec les différents États peuls indépendants.
À la création d'un Gouvernement général de l'Afrique-Occidentale française visant à harmoniser la politique française, les trois colonies concernées par le Fouta Djalon sont le Sénégal, le Soudan et la Guinée. On assiste dès lors à une résistance diplomatique : plusieurs traités sont signés, notamment le « traité de commerce et d'amitié » (1881) entre les Almamys et Bayol qui marque la première tentative directement impérialiste de la France à l'égard du Fouta-Djalon : principalement pour contrer les intérêts anglais dans la région de la Sierra Leone. En signant des traités avec la France et l'Angleterre à la fois, en 1881, en leur refusant de ce fait l'exclusivité du commerce, les dirigeants du pays, les Almamys, affichent leur indépendance à l'égard des deux puissances impérialistes et d'un même mouvement, tentent de les neutraliser : d'abord en rejetant la version française du traité.
La récusation de toute notion de contrôle et d'ingérence, le refus opiniâtre de laisser une puissance étrangère empiéter sur la souveraineté de l'État, non seulement en 1881, mais également lors de tentatives expansionnistes ultérieures (colonne Plat 1887-1888, colonne Levasseur 1888, colonne Audéoud 1888), la mission Briquelot en 1888-1889, à l'initiative d'Archinard, tente vainement de convaincre les Almamys des intentions pacifiques de la France.
Cette résistance s’appuie sur un concept lapidaire mais clair : « Le Fuuta Djaloo doit être aux Peuls et la France aux Français. » Ce principe nationaliste réitéré prive la France d'une base « légale » d'intervention.
Le rejet par les Almamys de toute notion de protectorat s'accompagne d'une résistance militaire, consistant à entraver l'expansion de la France au Soudan en s'alliant à Samory Touré, le principal adversaire de la France. En cela, la France se révéla à peu près impuissante à peser sur les relations entre Samory Touré et les Almamys. D'autant plus que, depuis l'autonomie des Rivières du Sud (août 1889), celle-ci mène une politique d'expansion pacifique à l'égard du Fuuta Djaloo, remettant à plus tard l'éventualité d'une occupation militaire, tandis qu'Archinard multiplie les lettres d'apaisement à l'égard des Almamys.
Pour préserver sa souveraineté, le Fuuta Djaloo sait aussi habilement exploiter les conflits franco-français et franco-anglais. Jusqu'au décret du 11 juin 1865 instituant le Gouvernement général de l'Afrique occidentale française, explicitement voulu pour harmoniser la politique française, trois colonies sont concernées par le Fouta Djalon : le Sénégal, le Soudan et la Guinée. Chacune d'entre elles active sa propre politique à l'égard de l'état peul encore indépendant. Frictions et conflits divisent en permanence les trois colonies.
Si les Almami font parfois preuve de naïveté en politique, ils savent très bien tirer avantage de ces mésintelligences. Ils instrumentalisent les contradictions franco-françaises pour retarder la mainmise sur leur pays. On assiste également chez le « petit peuple » peul à une résistance sociale : comme le « rachat » de captifs ou l'interception des caravanes - la politique de la France à l'égard des captifs étant faite d'ambiguïté. Elle consiste en particulier à inciter les captifs à s'enfuir de chez leurs propriétaires peuls, pour les détourner à son propre profit.[pas clair] Beeckman : Il serait indispensable de prévenir aux commandants du Soudan de ne pas recevoir aussi facilement les fugitifs du Fuuta Djallon qui servent à peupler les villages de liberté au détriment de notre nouvelle possession, qui a cependant besoin de tous ses bras pour la culture.
Las, les Français fourbissent le concept de féodalité, inadapté mais commode, paradigme négatif pour stigmatiser, ouvrir le procès du régime, justifier l'intervention militaire et l'occupation du pays[Lequel ?], en se servant des rancœurs et des frustrations du petit peuple opprimé[Par qui ?]. Le 14 novembre 1896, les Français défont Bokar Biro, le neveu de Soriya Ibrahima, qui lui avait succédé après sa mort en juillet 1890 (alternance Amadu / Bokar Biro, 1891-1896) à la bataille de Porédaka.
Contrairement aux autres colonies françaises, ils[Qui ?]ne seront pas intégrés dans l'armée. Officiellement pour des raisons « physiques ». La résistance peule est documentée sur le plan historique par un certain nombre d'études et d'ouvrages, textes, lettres manuscrites par des Peuls eux-mêmes et archivées, aux Archives nationales du Sénégal (ANS) et en France,. En Guinée, le référendum du 28 septembre 1958 sonnera la fin de la période coloniale.

### Post-indépendance
À partir des années 1960, la montée des nouvelles générations non soumises à l'esclavage, permettent aux jiyaabe et aux descendants des Bourouré d'autrefois, de jouer un rôle politique indéniable dans différents pays. Au Sénégal, Mamadou Dia, élu président du Conseil de Gouvernement en novembre 1958, le demeure après la proclamation de l'indépendance du pays en 1960, mais, accusé d'une tentative de coup d'État en 1962, il est destitué. Dès 1960, Ahmadou Ahidjo, se trouva à la tête du Cameroun. C'est aussi le temps de brefs sursauts nationalistes. En Guinée, les opposants peuls au régime politique dictatorial de Sékou Touré sont persécutés, entraînant au début des années 1970 la fuite d'un million de Peuls. Aujourd'hui, la diaspora peule concerne les États-Unis, le Canada, l'Angleterre, la France, le Portugal,l'italie, au Liban, en Jordanie, en Arabie Saoudite, en Australie, en Corée du Sud , l'Inde, en Belgique, au Danemark, en Australie, au Brésil, au Vénézuela, en République Dominicaine, en Espagne, en Colombie, en Argentine, au Mexique, au Maroc, en Algérie, en Tunisie , dans les îles du Cap-Vert et les pays africains limitrophes.

### Guerre du Sahel
Au Mali, en 2012, des Peuls du Hayré et du Seeno, à l’est de Mopti, ont rejoint le Mouvement pour l’unicité et le jihad en Afrique de l’Ouest (Mujao) dans le seul but de faire le djihad.
Au Nigeria, les groupes peuls radicalisés font, en 2024, plus de victimes dans la communauté chrétienne de ce pays que Boko Haram.
En mars 2025, plus d'une centaine de Peuls sont massacrés au Burkina Faso, lors du massacre de Solenzo. En mai, à Diafarabé au Mali, 26 hommes sont égorgés par des militaires, qui mutilent ensuite leurs cadavres.
Ces exactions se déroulent dans un climat général où les Peuls sont accusés d'être proches des djihadistes, et où se multiplient les appels aux haines ethniques, voire aux conduites génocidaires.

## Religion
Les Peuls sont aujourd'hui presque tous musulmans.
La conversion des Peuls est tardive par rapport à l'islamisation du Soudan médiéval. Une partie des Peuls d'Afrique de l'Ouest a en revanche été ensuite parmi les propagateurs de l'islam sunnite, notamment avec des personnages de l'ethnie Tekrour (TooroBé), comme Usman dan Fodio (1754 - 1817), fondateur de l'empire de Sokoto (Dèm du Sokoto), Sékou Amadou (1776- appr. 1844), fondateur de l'empire peul du Macina, Modibbo Adama (1786-1844), fondateur du royaume peul de l'Adamawa.
Sur le plan socio-géographique, les Peuls conquérants pratiquant le djihad sont souvent des familles peules sédentaires (en particulier en Afrique de l'Ouest) et métissées avec les populations avec lesquelles ils cohabitent.
Création d'écoles coraniques, propagateurs de confréries soufies, soufisme.

## Culture

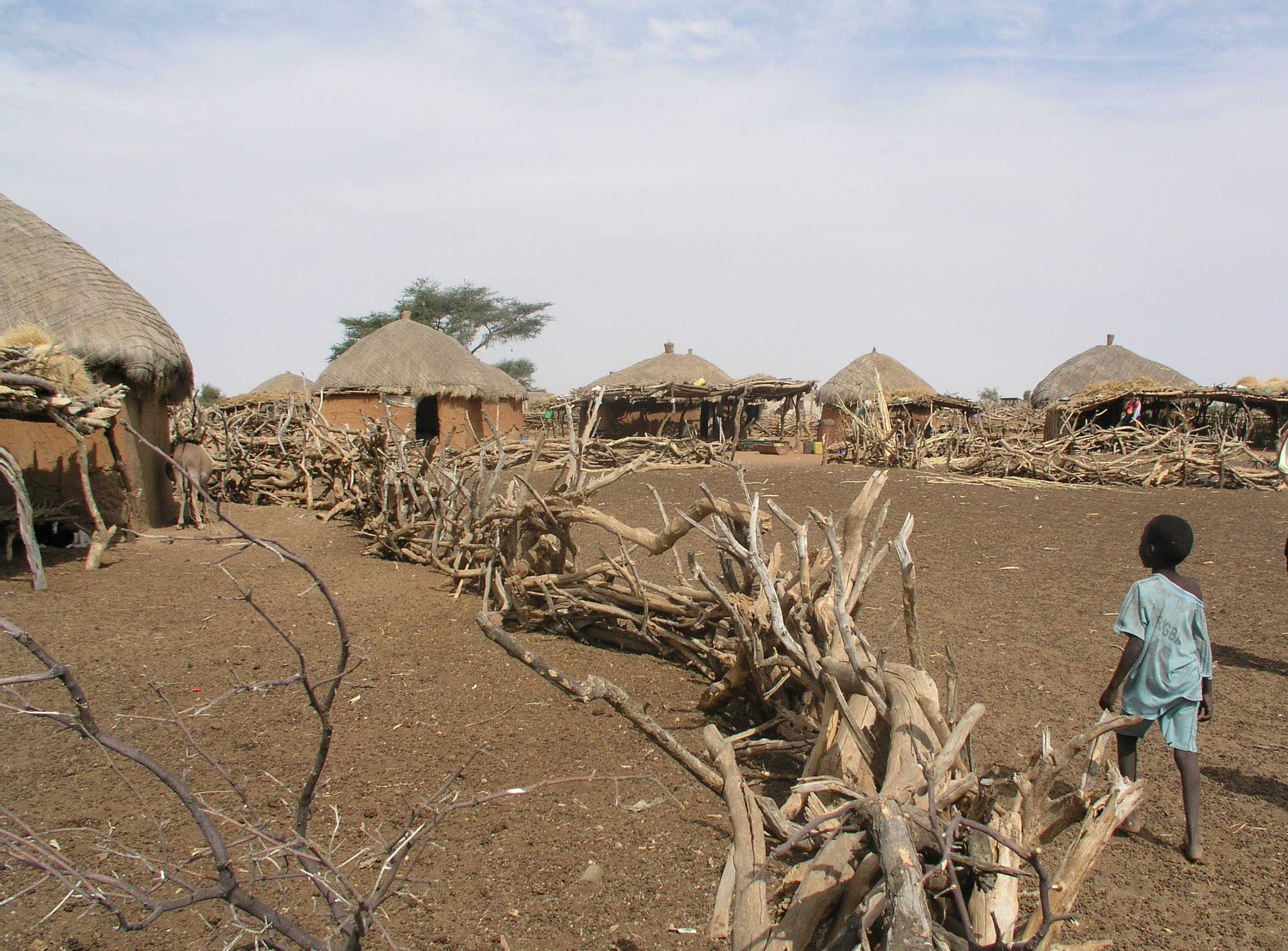
Village peul aux environs de Ndioum (Nord du Sénégal)

On ne saurait caractériser ce peuple sans évoquer son rapport à la langue, son nomadisme, et par conséquent son métissage,, et son attachement à certaines valeurs socioculturelles.

### Littérature orale
La transmission orale des traditions et des légendes est très importante chez les Peuls. Enseignée auprès des adolescents par les personnes les plus âgées et en particulier les femmes par le moyen de chants, de comptines. La langue est encore essentiellement orale et transmise par les femmes. Elles véhiculent l'histoire du peuple, ses exploits, ses rites et ses vertus.
Goût prononcé pour les langues, la poésie, les louanges, les épopées (joutes verbales : Kirlé au plur. ; Hiirdé au sing.), développement d'une littérature. Dans cette transmission orale des traditions, n'oublions pas de mentionner le rôle important que jouent les griots (historiens). La plupart des Peuls sont polyglottes. La beauté est recherchée, la probité, la sagesse, l'intelligence et la discrétion figurent parmi les règles à suivre du pulaaku, ces règles souples régissant la « pulanité ».
Les épopées semi-historiques sont un genre très développé de la littérature orale peule. L'une des plus connues est l'épopée de Silâmaka et Poullôri, qui met en scène deux héros peuls luttant contre la domination du royaume bambara aux XVIIe et XVIIIe siècles. Une autre épopée peule est la geste de Ham-Bodêdio, dit Hama-le-Rouge, beau-fils de Da Monzon, roi de Ségou, dont il devient l'ennemi en raison de la discorde persistante entre Peuls et Bambaras à l'époque. Il existe de nombreuses autres épopées peules, plus ou moins proches d'événements historiques réels ou optant pour des péripéties relevant du merveilleux. Certaines évoquent les conflits survenus dans la région du Macina, notamment à l'époque de l'empire peul du Macina. L'épopée de Boûbou Ardo Galo se situe ainsi au XIXe siècle, à l'époque où la région du Macina voit la confrontation entre les différentes factions peules, parfois rivales entre elles, et la diffusion de l'islam, dont les valeurs morales divergent de celles du pulaaku peul.
La poésie peule montre une grande variété de formes. Dans la région du Macina, certaines formes poétiques sont pratiquées par les jeunes bergers tandis que d'autres sont maîtrisées par tous les poètes. La culture musulmane a donné naissance à une poésie mystique.
Les contes dans la culture peule peuvent être racontés de façon informelle au cours de soirées entre amis, où ils peuvent être dits par des narrateurs de sexe, d'âge et de métiers variés.

### Artisanat

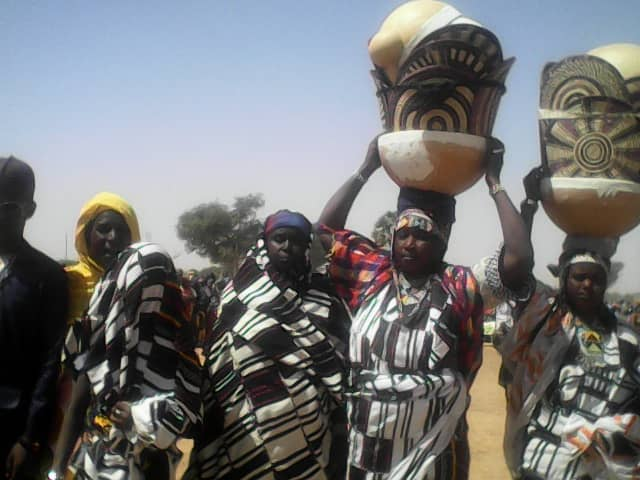
Un groupe de femmes peuls au Niger.

L'artisanat peul est également important : couvertures munja. La manufacture est l'affaire des « actants ».
Les nomades peuls ne sont pas artisans, ils passent des commandes chez les autochtones des pays qu'ils traversent. Les nomades fabriquent eux-mêmes les calebasses, les chapeaux coniques, leurs tabliers de cuir. Les Peuls sédentaires pratiquent l'artisanat, un artisanat typiquement peul, mais on peut trouver dans certaines zones des fusions de styles ethniques. Les Peuls sont d'excellents tisserands. Ils tissent le coton et la laine avec un métier à tisser dont l'importation viendrait d'Asie d'après Henri Lhote. Ce sont, à l'image des Touaregs, des orfèvres. Ils sculptent des bijoux en or et en fer qu'ils associent au cuir et à des perles. Le sens esthétique chez les Peuls est très poussé et célèbre. Chez les Peuls sédentaires, il existe des castes d'artisans : les maboulé, qui sont des tisserands ; les wailoubé, qui s'occupent des productions en métal, alors que leurs femmes pratiquent la poterie ; les garankobé, qui s'occupent du cuir; les laobés, qui travaillent le bois.

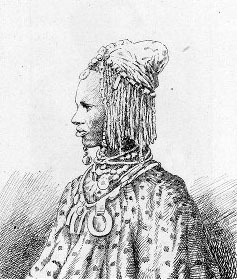
Parure d'une vieille femme peule (in Colonel Frey, Côte occidentale d'Afrique, 1890)

#### Habillement
On ne dispose d'aucune représentation en dehors de celle de Médinet Habou sur l'habillement et l'allure générale des ancêtres des Peuls. Néanmoins, la plume d'autruche que l'on voit portée par des Wodaabes durant certaines de leurs cérémonies n'est pas sans rappeler une célèbre et unique représentation d'un Libyen peinte sur la tombe de Séti Ier (tunique fermée à l'épaule, tresse devant l'oreille et coiffure de plume). Les Peuls ont des tatouages faciaux qui leur sont propres. Les nomades portent également des tabliers de cuir colorés de dessins géométriques et des tuniques sans manches, les yeux sont cernés de khôl. Le « chapeau point » est également une exclusivité peule. Coiffures en gourdes, en cimier, à cadenettes sont visibles sur les peintures du Sahara relevées par Henri Lhote et sont dites « sahariennes ».

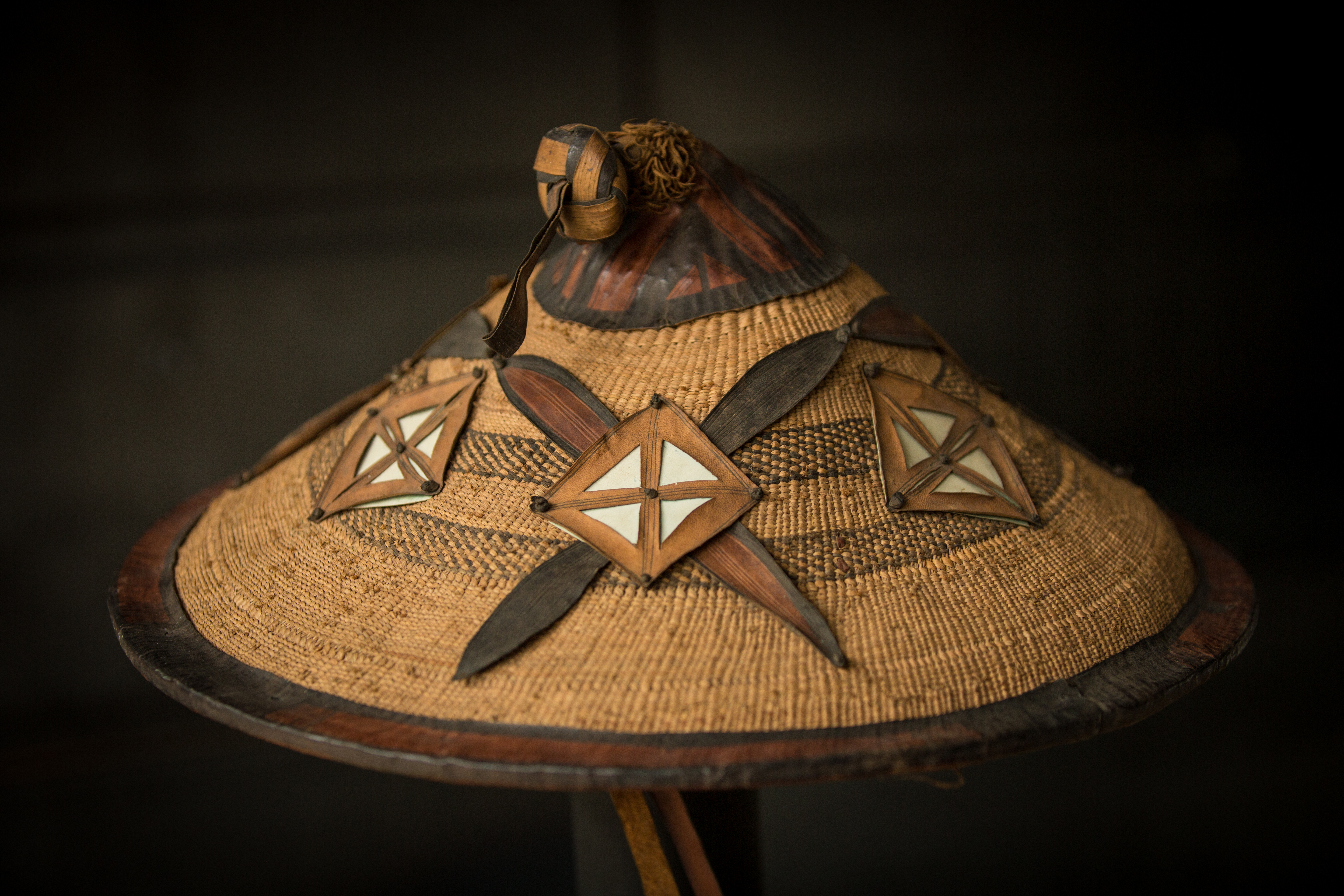
Chapeau de berger peul.

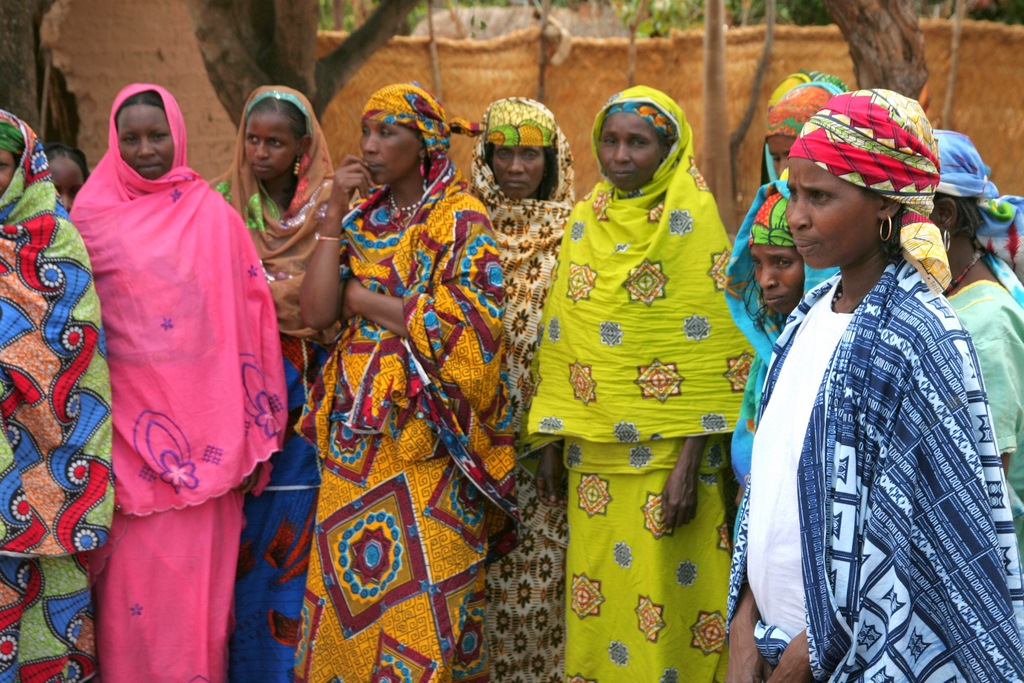
Groupe de femmes peules.

Les hommes peuls nomades portent une tunique, le bolare, de couleur brune qui arrive à mi-mollet, un bâton, un chapeau de paille conique, un tablier de cuir, des boucles d'oreille. Ils ont la tête enturbannée, comparable au taguelmoust des Touaregs, et portent un pantalon bouffant. Le chapeau conique (typiquement peul) est porté, et souvent y est accrochée une plume d'autruche. Les talismans ou gris-gris, sont portés pour se protéger des djinns. Les femmes portent le pagne, bleu indigo, et le boubou de couleur très foncée, parfois noire.

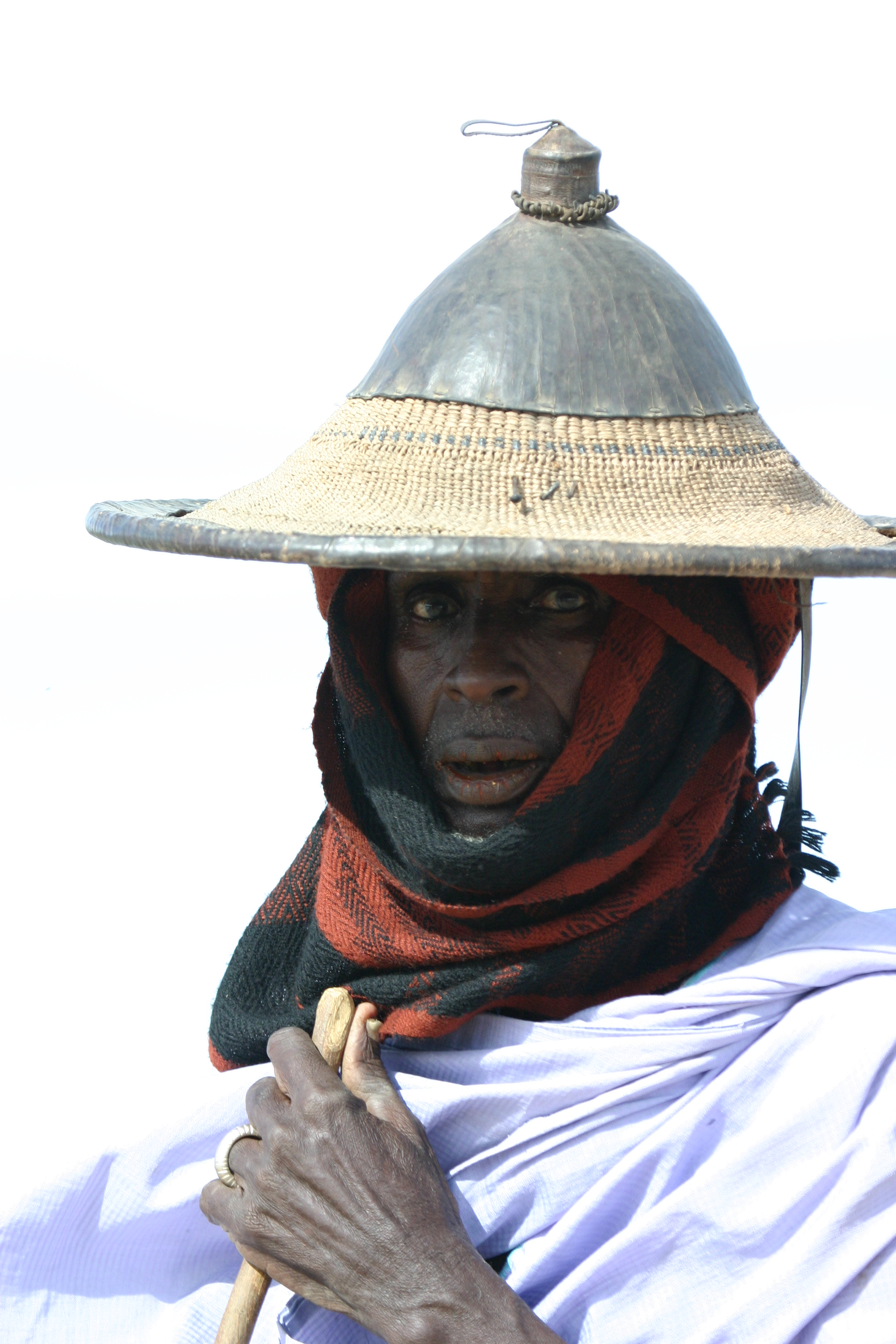
Un tengada, chapeau traditionnel peul de forme conique.

Les Peuls sédentaires adoptent parfois le style des ethnies avec lesquelles ils cohabitent. Chez les hommes le chapeau conique est porté, ou bien aussi un bonnet souvent de couleur blanche, le couffouné, parfois rond ou carré. Ils portent une courte tunique, par-dessus laquelle ils mettent un grand boubou, souvent de couleur blanche, bleu foncé, le doloké. Les femmes portent le pagne, et le boubou, et attachent sur leurs têtes un morceau de tissu qui est la version féminine du turban, moussor.
Les femmes peules pratiquent le tatouage des lèvres et des gencives à l'indigo, des paumes de la main et des pieds. Elles percent leurs oreilles et y insèrent des anneaux d'or, ou des boucles d'oreille d'or imposantes et torsadées. Elles mettent un petit anneau en or ou en argent aux narines. Les jeunes filles ont à leurs poignets et à leurs chevilles, plusieurs anneaux d'argent ou de cuivre symbolisant leur richesse.
Les Peuls sont un peuple à cheveux longs, lisses à ondulés permettant un type de coiffure particulier où les cheveux sont ramenés sur le sommet du crâne, formant une coiffure en « gourde » célèbre chez les Wodaabe et les Bororos. Les femmes bororos ramènent en chignon leurs cheveux à l'avant, le reste des cheveux est sectionné en plusieurs parties qu'elles tressent, et qui retombent sur les côtés de la figure et à l'arrière de la tête. Les métissages ont multiplié les styles de coiffures. Celles-ci sont nombreuses, en forme de losange, triangle, et plusieurs noms leur sont donnés. Malgré la diversité des coiffures chez les femmes peules, le plus souvent les hommes et les femmes sont coiffés de la même façon.
Certains hommes (sédentaires ou nomades) laissent leurs cheveux longs, puis se rasent le crâne vers l'âge de 50 ans. Chez les femmes, l'art de la coiffure est très développé. Pour la coiffure elles se servent de pièces de monnaie, de cauris, de beurre de karité, de perles. Les femmes portent des Saris comme les femmes Touaregs au Sahel, des robes multicolores à volants, des pagnes et des blouses indigo clair au Burkina Faso. Chaque groupe possède ses propres couleurs à base d'indigo plus ou moins clair, ses propres liserés, le graphisme est souvent à base de frises, de triangles, de losanges colorés. Les femmes sédentaires réalisent des coiffures en cimier. Les Peuls rasent parfois leurs cheveux suivant la mode arabe de piété, les femmes portent deux ou trois nattes simples avec un voile fin à l'arrière de la tête, simple ou richement décoré. Le « cheveu » est très investi chez les Peuls, et si leur nature le permet, la femme préfère les porter aussi longs que possible. Cependant, la coiffure féminine sera toujours « nattée », richement décorée ou semi-couverte en public.

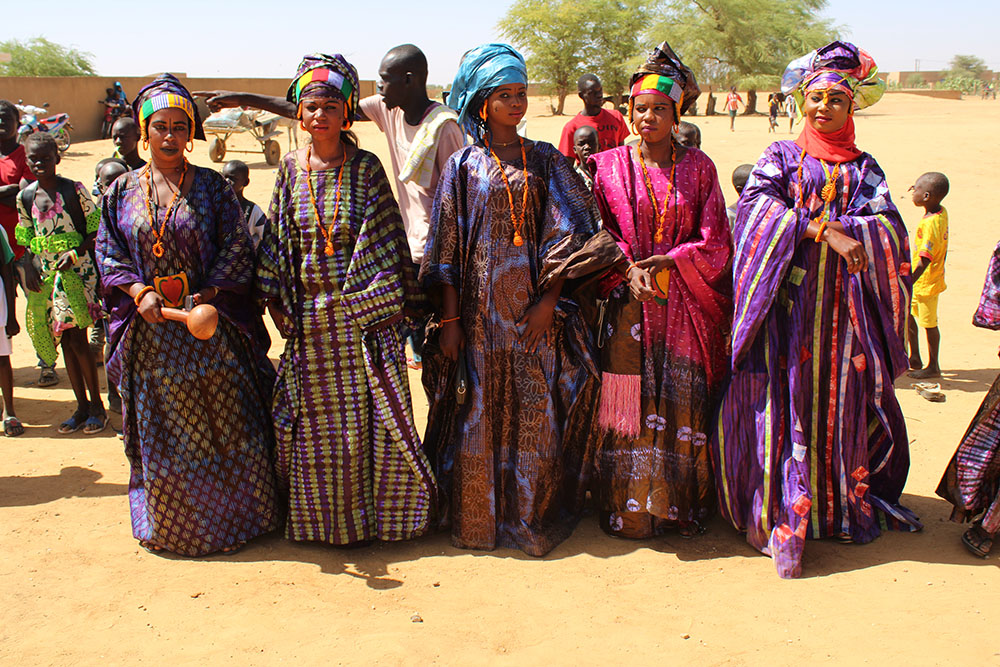
Femmes peules en tenue traditionnelle.

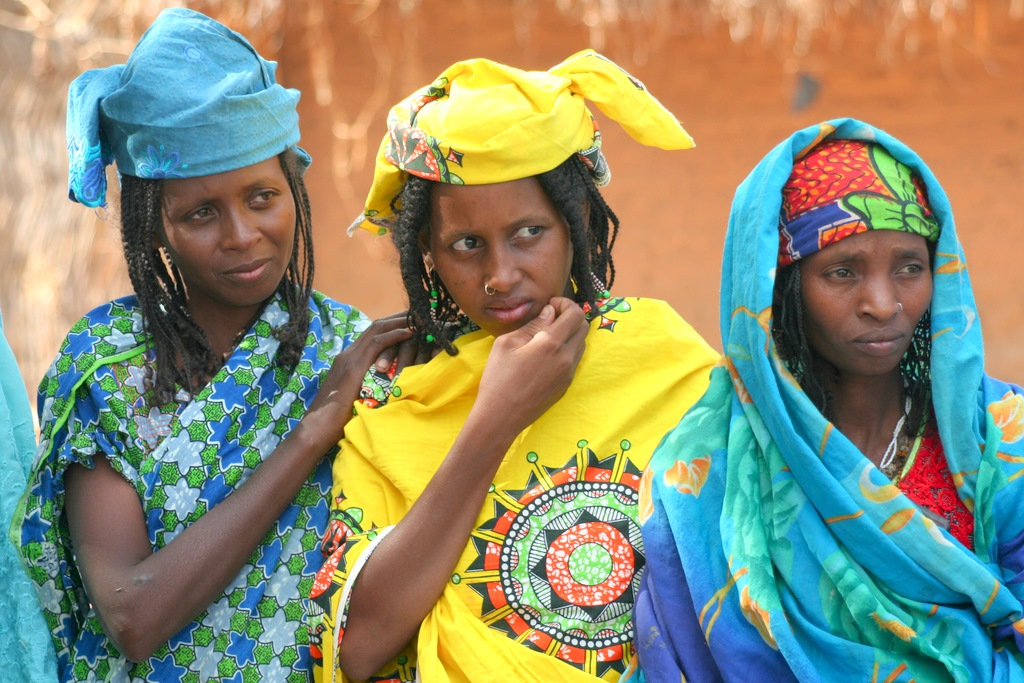
Femmes peules (Paoua).

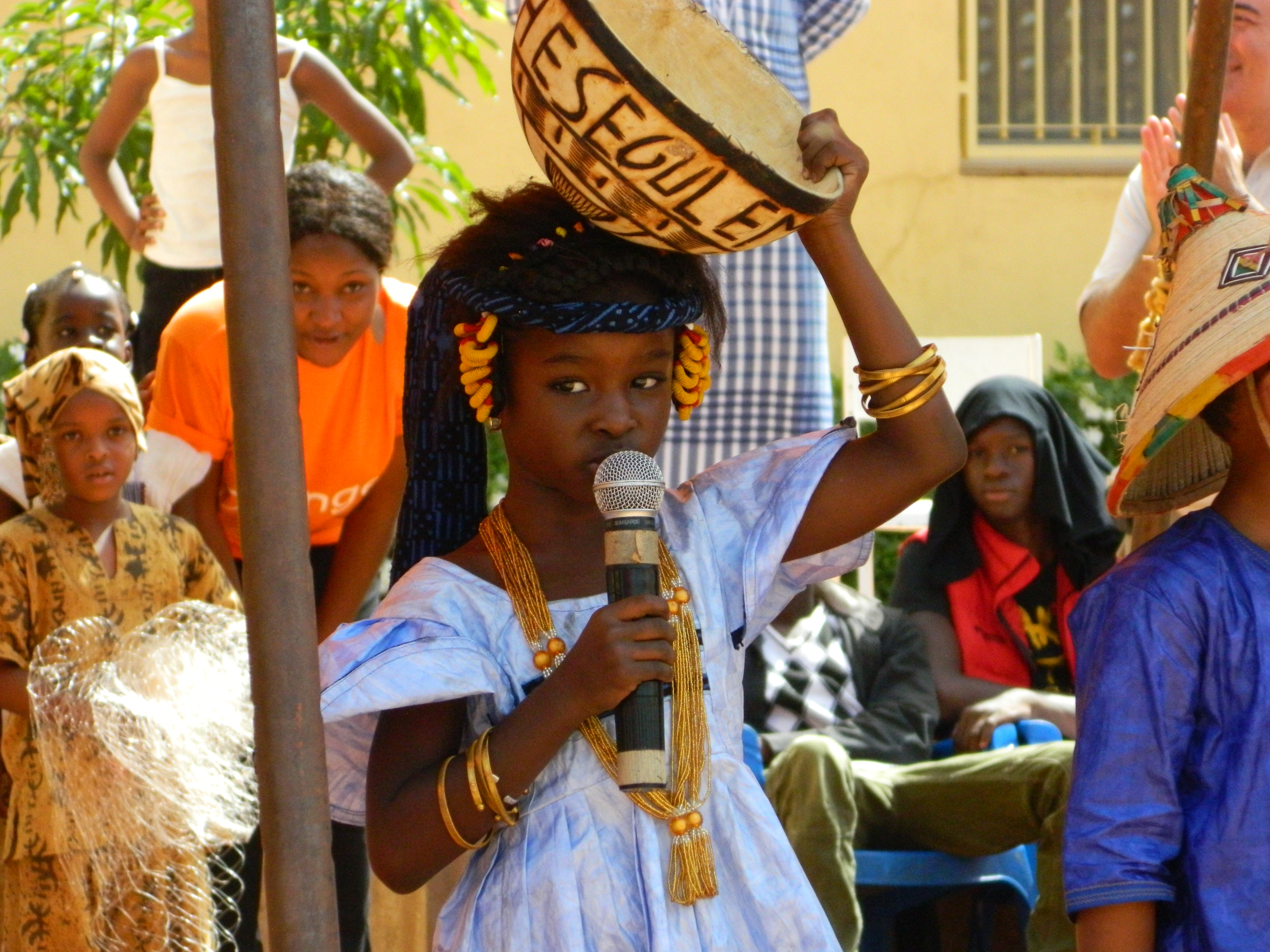
Jeune fille en habit traditionnel peul (Mali).

### Le pulaaku
Pulaaku (ou Pulaagu dans certaines régions) signifie « être Peul » et est parfois traduit par « foulanité ». Il s'agit d'« un ensemble de règles très subtiles », morales et sociales, un « code de comportements jugés spécifiquement peuls », voire « l’idéal projeté dans la manière d’être peul ».
« Le pulaaku se retrouve chez tous les groupes peuls, dans toutes les régions. C'est une preuve de stabilité de la catégorie et une première indication sur sa signification et sa fonction qui, manifestement ne relève pas seulement du besoin d'identification lié à des contextes historiques particuliers. Dans cette acception très générale, on peut parler de la « pulanité » en tant que conscience d'une identité durable, conscience unissant les Peuls, indépendamment de toute explicitation au niveau du contenu — Elizabeth Boesen. »
L'indianiste Stein ajoutera une note enrichie à la notion de segmentary state élaborée par Aidan Southall, à propos du pulaaku comme critère de sélection à chaque niveau de pouvoir. Il note par exemple, l'absence de « séniorité » (contrairement aux successions et élections des groupes africains et au groupe de culture moyen-orientale proches) mais à « l'empilement d'élection » par le conseil de même niveau et de confirmation ou d'intronisation par le niveau supérieur.

« Dès lors, la langue elle-même, serait le pivot de plusieurs champs de signification, au tuilage des sons correspondant aux glissements de sens et le chevauchement des institutions et des groupes. En témoigne le fait que dans les sociétés peules où la « mise en caste » est la plus poussée, les groupes sociaux sont moins cloisonnés que ne le laissaient penser les taxinomies éthiques élaborées dans les années 1960. »

Parmi ces valeurs peules figure la « suavité » (beldum) qui n’existerait que chez les Fulbe (bele sey to Pullo), et qui se concrétise non seulement dans leur hospitalité et leur générosité, mais dans tout leur comportement.
On observe également une réticence à dire « non » (e woodi). C’est ainsi qu’un Peul n’opposera jamais un « non » ferme, il dira e woodi (c'est bien). Or, quand un Peul donne gentiment son accord, cela ne veut souvent pas dire grand-chose. Ils décrivent leur comportement comme étant forcé : le sentiment de honte, leur pudeur (semteende) ne leur laisse pas le choix. Le comportement peul n'aurait en quelque sorte aucun rapport avec autrui, mais avant tout avec lui-même.
La vie nomade a développé un caractère indépendant et une hypersensibilité ne favorisant pas le contact avec autrui.
La société peule est fortement hiérarchisée : l'aîné est respecté et même craint.
Les formules de politesse et les règles du savoir-vivre sont nombreuses et très importantes : le vouvoiement est prédominant.
Enfin, savoir « tenir », « se tenir », le contrôle et la maîtrise de soi sont une part fondamentale de la bonne éducation peule : il est malséant de s'enthousiasmer, de manifester bruyamment, de réclamer et de quémander. Ce comportement différencie le Peul « noble » ou « libre » de celui d'origine servile.

### Organisation politique et intégration spatiale
On décrit parfois les Peuls comme « foncièrement individualistes ». « Être Peul », ce serait être libre. Se réaliser en effet, ne peut se faire ni sous le joug de, ni sous la séduction de, ni même sous les conseils de… La « pulanité » est autonome. Il n'y a pas de communautarisme chez les Peuls, mais il y a des revendications culturelles et identitaires, des clans, des individualités, des groupes épars. Le chef ou une autorité quelconque, est élu à la participation active. On observe ainsi une alternance politique (Fouta-Djallon) au XVIIe - XIXe siècle et des audits sont réalisés dès le XVIe siècle pour certains groupes. Le Moyen Âge verra l'avènement des chefferies aux petits chefs autoproclamés : impérialismes, servitudes, multiplicité des contacts de populations ont favorisé des contextes d'acculturation, exclusion et / ou marginalisation chez certains groupes. Les actes délictueux sont sanctionnés par une radiation pure et simple de la sphère identitaire. Infiltrations et tactiques de replis : les Peuls se soumettent généralement aux lois des pays qu'ils traversent.

Les jeunes Peuls peuvent s’organiser en classes d’âge ou waaldés, élément d'initiation au monde pour les jeunes et les adolescents, qui s'y regroupent par affinité et y apprennent à s'organiser, parfois dès la fin de l'enfance. Ce phénomène est décrit dans l'ouvrage Amkoullel l'enfant peul d’Amadou Hampâté Bâ.

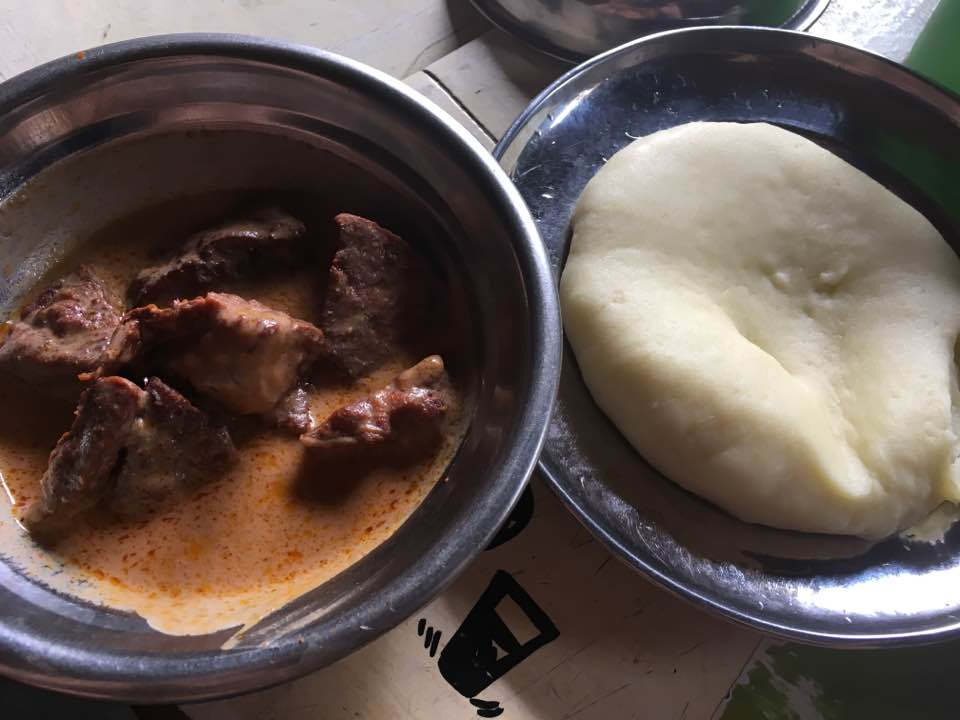
Fromage peul.

### Habitat
Les Peuls habitent dans plusieurs types d'« habitations » réparties suivant les zones géographiques et le type d'économie (sédentaires, semi-nomades ou nomades).
- Chez les sédentaires

Les sédentaires habitent dans des quartiers appelés Wuro.
La maison ronde est appelée Suudu, (pl. Cuudi). Elle est à plan circulaire et dans la plupart des cas en paille tressée.

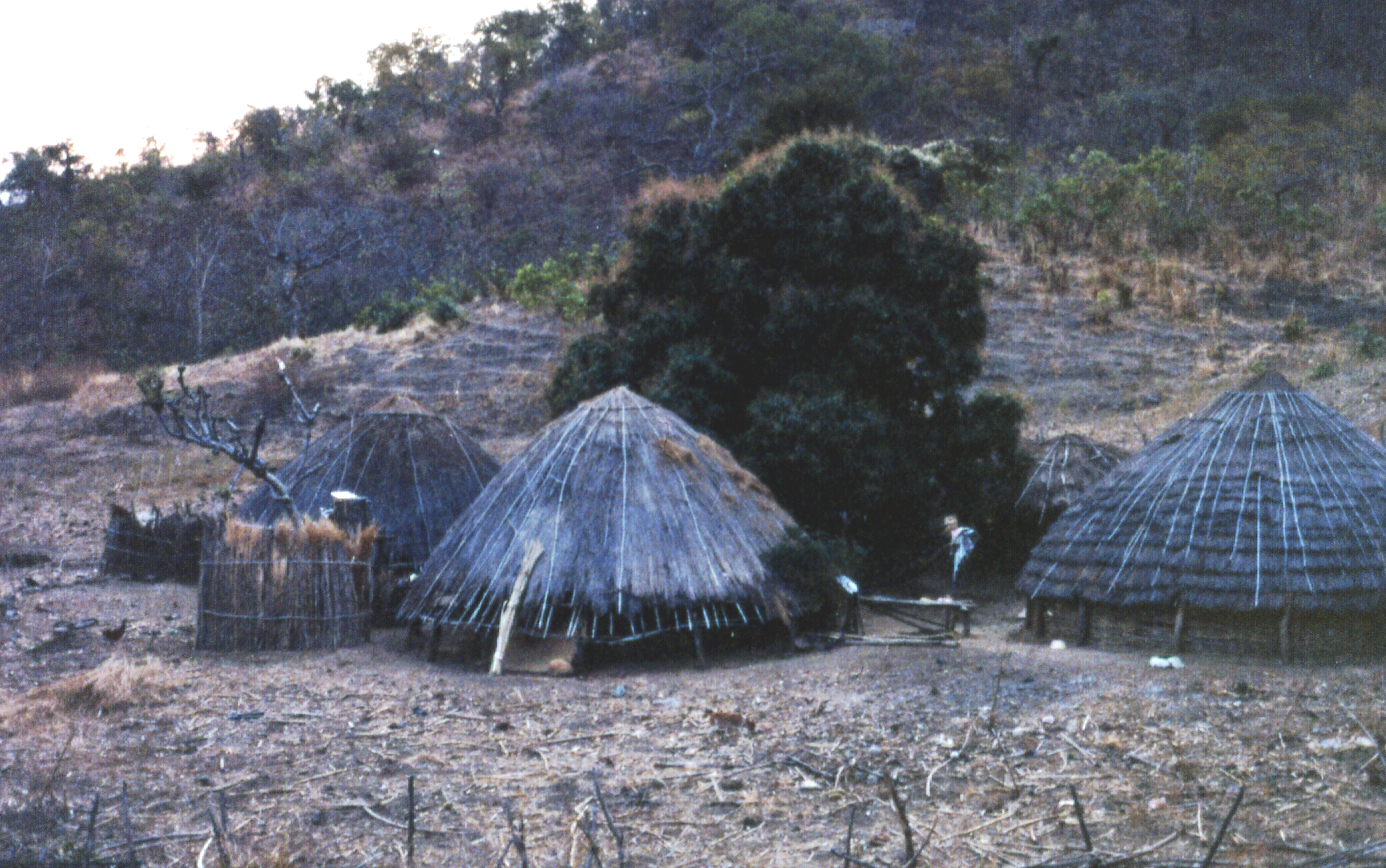
Maisons peules (Ibel, Sénégal).

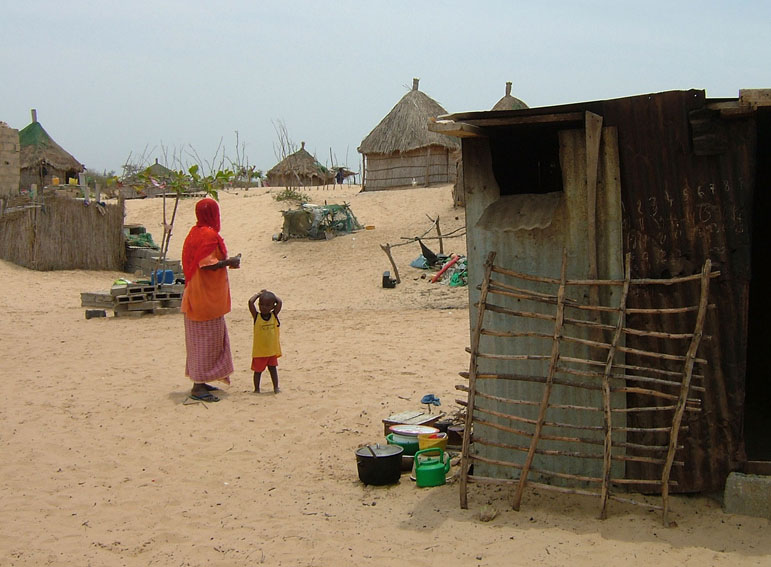
Village peul.

Les empires mauresques du Moyen Âge, les migrants en Europe, la colonisation ont amené d'autres types de construction. En Moyenne-Guinée, les Peuls vivent dans des maisons en ciment, au toit fait de briques, avec petit jardin attenant, et entourées de barrières ou d'une clôture formant une concession appelée galle.
L'élévation du site est aussi fréquente que significative. Autrefois, les nobles habitaient en hauteur sur une colline, tandis que les autres habitations étaient construites au flanc ou au bas des coteaux. De fait l'habitat du Peul sédentaire est souvent situé à flanc de colline, de montagne ou à leurs sommets.
- Chez les nomades

Les groupes nomades vivent sous des huttes rondes de branchages recouverts de couvertures en laine, jamais sous une tente. Parfois il n'y a même pas de constructions, seulement une rangée de branchages rapidement liés, et plantés dans le sable du désert pour constituer une haie de fortune.

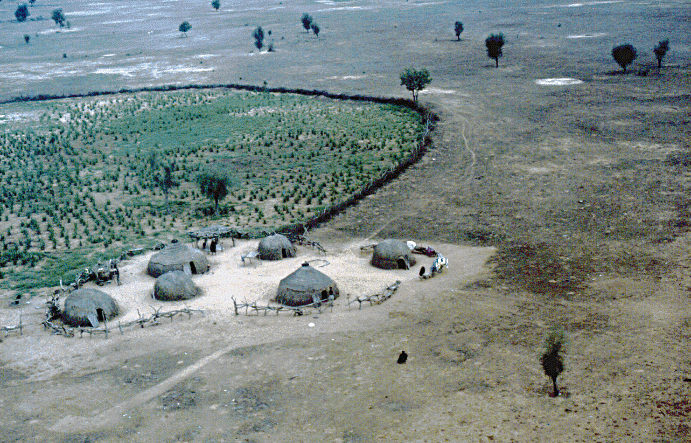
Habitat peul.

### Élevage
La plupart des Peuls en milieu rural sont essentiellement éleveurs et leur mode de vie est rythmé par les besoins saisonniers de l'élevage. La vache tient une grande place, non seulement dans l'alimentation et l'économie des ménages, mais aussi dans les relations sociales et dans la mythologie. La colonisation a entraîné une sorte de confusion sur l'économie pastorale. La vache fut considérée comme un animal de prestige par les Occidentaux puisque chaque famille tentait d'en avoir le plus possible et refusait de s'en séparer comme bêtes à viande, c'est-à-dire d'entrer dans une « économie rationnelle », de marché.

Un petit garçon peul en train de rassembler des zébus (région de Mopti, Mali, 1986)

L'élevage de bovins zébu (bos indicus) est principalement pratiqué pour le lait. Il est extensif c'est-à-dire pratiqué avec un minimum d'investissement monétaire (avec dépenses limitées aux vaccins et aux médicaments) et par l'utilisation de pâturages librement accessibles. Dans un troupeau moyen l'effectif est de cinquante têtes environ, dont les trois quarts sont des femelles. Ces femelles permettent de reconstituer le troupeau rapidement en cas d'épidémie. Les taureaux mâles sont consommés lors de rites précis et constituent la dot traditionnelle. Les animaux d'une même ferme sont en général conduits ensemble aux pâturages. Cela ne signifie pas pour autant qu'ils soient la propriété collective des habitants de cette ferme - ni d'ailleurs la propriété privée d'une seule personne. Tous, femmes et enfants peuvent détenir des animaux dans un même troupeau. La descendance de la vache offerte comme don de naissance au mari par le grand-père maternel de l'épousée sera héritée par les enfants de celle-ci.

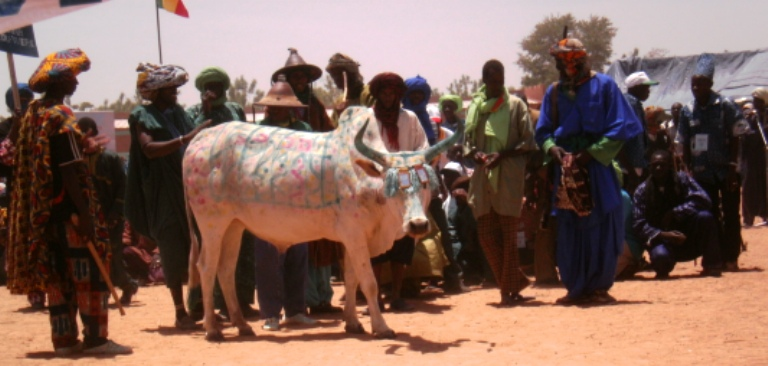
Un bœuf bien décoré par les Peuls au village.

L'animal de prestige est le cheval. Il n'est présent que chez les Peuls sédentaires des bassins du fleuve Niger et Sénégal et autour du lac Tchad. Par son entretien délicat, le cheval demande du pâturage ou une coopération avec des céréaliers sédentaires. Le cheval peul est un petit cheval appelé aussi poney, dont la petite taille retint l'attention des premiers lettrés arabes qui visitèrent le Bilad-al-Sudan (Cuoq 1975 ; Mauny 1961). Appelé parfois cheval steppique, il est pour beaucoup de spécialistes, le descendant des premiers chevaux attelés introduit dans le massif de l'Aïr et de l'Adrar des Ifoghas au premier millénaire de notre ère. Rare à l'état « pur » aujourd'hui, nombre de ces chevaux sont croisés avec le barbe lourd et grand cheval rustique du Maghreb. Il sert au gardiennage des bœufs. D'autres croisements avec des purs-sangs arabes donnent des chevaux plus fins et racés pour la cavalerie ou la parade.

Un groupe de vaches dans un paysage sahélien avec un berger Peul-Mossi Plateau, Burkina Faso, 1981.

### Cuisine
Le lait et le mil sont les bases de la cuisine des Peuls. On y trouve donc des préparations lactées, des préparations céréalières, des préparations mixtes, des sauces, des viandes et poissons et des douceurs et en-cas comme Abaakuru ou encore le bonbon aleewa ou bonbon Haoussa.
Souvent, le régime des Peuls suit presque un lacto-végétarisme. La consommation de la viande de bœuf en particulier est exclue, sauf en de rares occasions (mariage, naissance, visites importantes). En revanche, le lait de vache, jument, chamelle (rare) est consommé sous toutes ses formes hormis le fromage non acclimaté : kétugol (crème de lait) kosam (lait caillé), tiakuré (petit lait) nébam (beurre en motte ou clarifié), komboïri (soupe au lait).

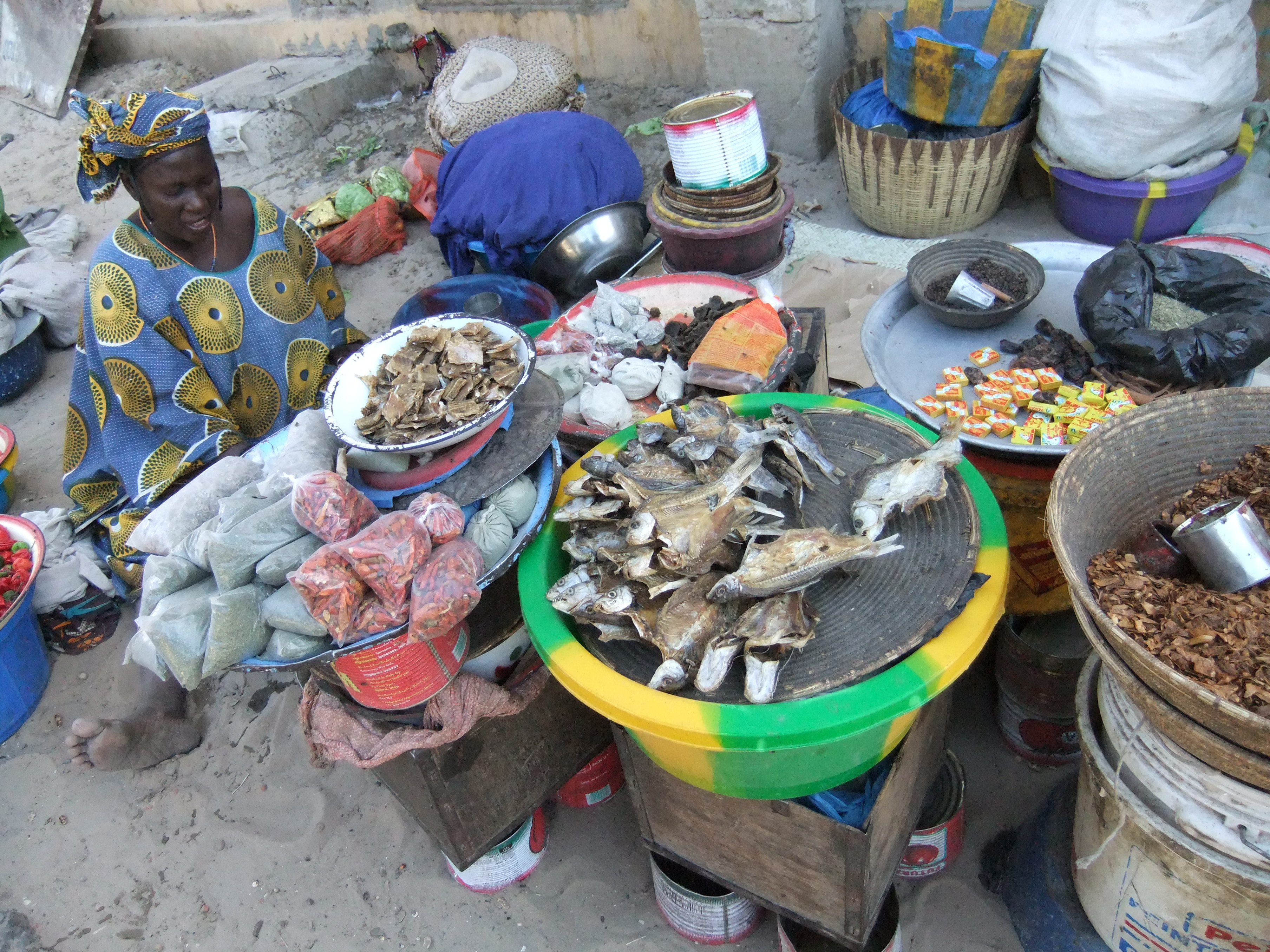
Une vendeuse peule au marché.

Dans les villes, la nourriture est plus diversifiée : fruits secs, dattes, miel, riz, mil, couscous, fonio, maïs, taro, patates douces, manioc, oranges, mangues, légumes du jardin, poissons frais, viennent agrémenter des plats en sauces.
Chaque groupe peul réparti par région, cuisine des plats locaux (plusieurs sortes de couscous ou lacciri en Guinée (préparé avec de la farine de maïs, de mil, ou de riz), des plats de céréales comme le fooyo préparé avec le grain de fonio, ou le kuuya préparé avec de la farine de manioc.
Le petit gibier autrefois chassé à l'arc, petites perdrix sauvages gerlal, et pintades sauvages jongal, sont les viandes préférées des Peuls, largement devant le mouton consommé lors des fêtes musulmanes ou plus couramment le poulet. Néanmoins, la frugalité reste une valeur importante (pratique du jeûne), la consommation de viande est toujours rare et vue comme exceptionnelle - pas de consommation de porc. Les repas sont espacés d'un jour sur deux en moyenne et la journée elle-même peut ne comporter qu'un plat unique (même dans une société d'abondance). Le lait et le thé à la menthe sont les boissons les plus courantes et consommées tout au long de la journée.

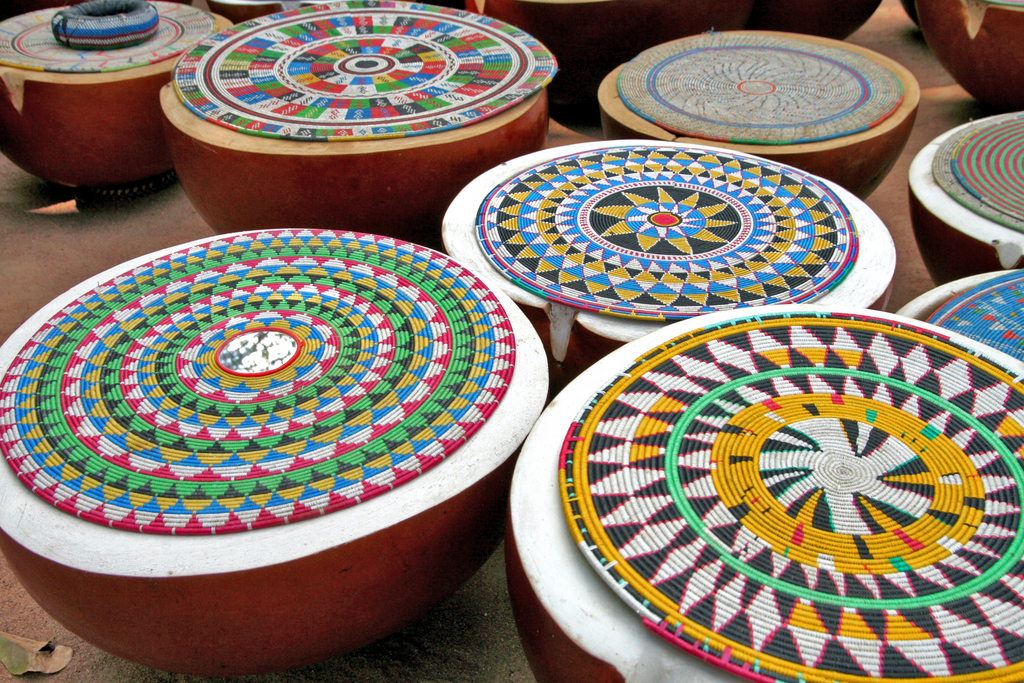
Calebasses peuls utilisées pour la production de fromages.

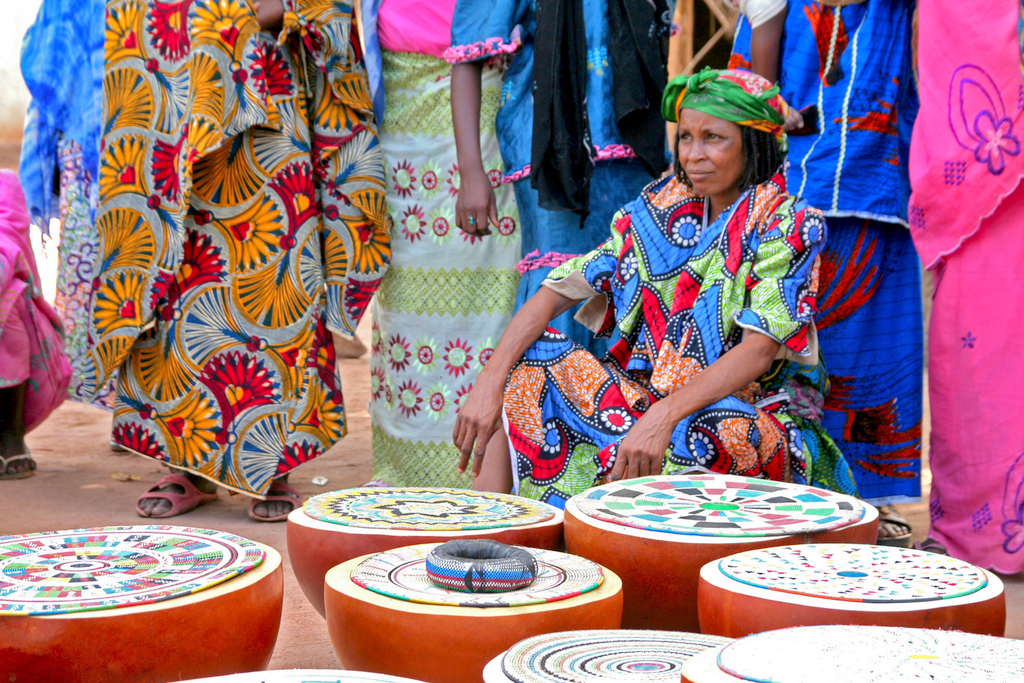
Femme peul assise devant ses calebasses.

### Vie matrimoniale
Les Peuls sont endogames semi-agnatiques. Il n'y a pas de lévirat.
Il existe quatre mariages traditionnels peuls avec quatre divorces correspondants :
- le premier mariage est décidé par les parents ; ce mariage (dewgal) a lieu vers 21 ans[90] ;
- le deuxième, après un divorce ou un veuvage ;
- le troisième, le « mariage-don » (politique) ;
- enfin, le culnol, concubinage d'un noble avec une kordo, femme de condition servile, est d'importation arabe.

Un cinquième mariage islamique a été rajouté aux alentours du XVIe siècle. Il est rendu par le cadi, juge musulman, et possède deux divorces associés. Les « Peuls rouges » sont monogames. Les Peuls sont monogames dans l'ensemble.
Il existe trois formes de divorce (cergal) chez les Peuls :
- la répudiation (la femme retourne chez ses parents) ;
- le divorce par consentement mutuel ou arrangement familial (le plus fréquent) ;
- le divorce judiciaire (exceptionnel)[92].

Les Peuls peuvent divorcer plusieurs fois, et ils contractent souvent plusieurs mariages au cours de leur vie 2 ou 3 ; la polygamie est minoritaire et se rencontre surtout chez les Peuls urbains et islamisés. Règles du cousinage (cousins de lait endam et cousins de noms, cousins de clans).

Quatre femmes peules (Diafarabé, Mali, 1993).

Chez les Peuls Wodaabe, les enfants sont mariés très jeunes car il existe un mythe fondateur du garçon et de la petite fille. Mais la jeune fille a le droit de vivre sa vie de célibataire jusqu'à ses dix-huit ans. Chez les Bororos, lors du worso « fêtes du Printemps », les hommes dansent le guerewol (photo), durant cette cérémonie, les femmes peuvent choisir un fiancé. Les Wodaabe sont des monogames « successifs » avec nombreux divorces ou séparations. Le concubinage est interdit et rapidement scellé par un teegal, des « épousailles ».
On note une survivance d'une ancienne gynocratie, l'héritage est utérin (matrilinéaire).

### Pastoralisme
Dernièrement, les Arabes du Tchad, descendus de façon massive dans les savanes de ce pays, ont poussé les pasteurs peuls à descendre en Centrafrique, Côte d'Ivoire, Cameroun, Nigeria) où la réussite de ce pastoralisme sur de nouvelles bases écologiques en savanes humides est le plus grand défi actuel des pasteurs peuls.
En 2005, l’UNESCO procéda à l’inscription de « l’espace culturel du ƴaaral et du degal » à la liste des « chefs-d’œuvre du patrimoine oral et immatériel de l’humanité ».

## Organisation sociale
Les sociétés peules, comme plusieurs autres communautés ethnolinguistiques de la région (Touareg, Soninké, Songhaï, Bidhân, Bamana, Wolof, etc.), sont structurées selon une hiérarchie statutaire, composée de différents groupes généralement endogames.
Il existe deux grandes classes sociales, qui ont toutefois tendance à disparaître dans les zones urbaines : les nobles ou rimɓe, et les « non nobles » ou ñeeñɓe.

### Les clans ou tribus
Les Peuls, en dehors de cette hiérarchie statutaire, sont regroupés en de nombreux clans ou tribus appelés legni :
- les Fellatah ou Fulbhe Oudah : Originaire du Soudan et présents au Tchad, au Nigeria, et en Centrafrique. Ils vivent et se marient entre eux, pour eux c'est une raison de garder leur authenticité et l'homogénéité du sang. Ils possèdent des grands troupeaux de bovins et d'ovins. C'est eux qui ont créés la race d'ovins Oudah.
- les fulbe ururbe ou worworbe : Présents partout, au Sénégal, Fouta-Djallon, Mali, Niger, Mauretanie, Burkina Faso, ce sont les Peuls de l'ouest, à l'est ils prennent le nom de burure ou bororo'en. Ils sont parmi les premiers Peuls qui se sont sédentarisés ;
- les fulbe laace : Ce sont des Peuls qu'on trouve spécialement au Sénégal, dans la région du djolof. Ils sont liés aux Wolofs avec qui ils cohabitent, (interpénétration linguistique), ils gardent les troupeaux des Wolofs, on les trouvait aussi dans le Sine-Saloum, et le Ferlo où ils nomadisaient. On les appelle aussi fulbe jeeri, nom qu'on donne en général à tous les fulbe de cette partie du Sénégal ;
- les fulbe jaawBe : La plus grande des leyyi peules. Ils sont particulièrement présents au Sénégal, Mauritanie et Mali, ils pratiquent l'élevage bovin et ovin, mais aussi la pêche, pour les jaawBe dalli, ils se fixent parfois près des fleuves, il y a de nombreux sous-groupes jaawbe. Ils sont à l'origine de la caste peule des jaawamBe, réputés pour être de fins stratèges dans l'ancien Royaume du Fouta-Toro. Bien qu'on trouve tous les patronymes peuls (Diallo; Sow, Ba et surtout Barry gardiens du temple) chez les Jaawbe, le patronyme dominant chez les Jaawbe est Dia (Jah), Le Ardo Jaawbe est toujours choisi dans la famille Jah ;
- les fulbe cuutinkoobe : Peuls originaires de l'ancienne région du Diara entre l'est sénégalais, et l'ouest malien, ils sont un sous-groupe de la grande famille peule des raneebe, la plupart d'entre eux sont de patronymes Diallo, les cuutinkoobe, étaient à l’origine des jaawBe, ils sont présents au sud du Sénégal, Guinée-Bissau, Guinée ;
- les fulbe yirlaabe : Ce sont les Peuls les plus à l'est, Tchad, nord-est Nigeria, Adamaoua dans le Nord du Cameroun. Les yirlaabe ou ngiril, sont très présents à l'Ouest également. Ils sont tous originaires du Fouta-Toro ;
- les fulbe wodaabe : Surtout présents au Niger aujourd'hui et originaires du Diafunu, certains se nomment diafunu'en, ancienne région englobant le Sahel mauritanien, le Macina au Mali, le Nord-Est du Sénégal. Ce sont les Peuls ayant le plus conservé leurs traditions nomades et leur culture, ce sont également les plus rustiques, ils sont restés très proches de la nature, ils sont de grands bouviers, et même s'ils sont majoritairement musulmans, ils pratiquent un islam très sommaire. Ils sont présents au Sénégal où ils sont disséminés un peu partout et où l'on trouve de nombreux sous-groupes, au Fouta-Djalon, où beaucoup se sont sédentarisés. Dans cette leyyi, les sédentaires islamisés sont appelés wolarBe.

Ces clans sont parfois divisés en plusieurs fractions et sous-fractions appelées kinde, selon leurs patronymes, les régions où ils habitent, les animaux qu'ils élèvent bovin, ovin, l'ancêtre (chef clanique) dont ils se réclament. Il existe encore d'autres clans, dont les kolyaabe de koli Tenguella, les yaalalbe. Les castes sont les mêmes, pour toutes les leyyi. Certains clans peuls sont liés par le jongu, un lien de parenté, qui les oblige à l'entraide, au respect mutuel.
Il existe 31 groupes nomades, 48 groupes semi-nomades et 29 groupes sédentarisés.

### Patronymes peuls
Tout Peul porte au minimum un nom, un prénom officiel (énoncé publiquement et souvent prédéterminé s'il s'agit de l'aîné) suivi de celui de son père (avec entre les deux le mot ɓii - enfant (de) - qui reste sous-entendu). Mais il n'est pas rare qu'il en ait cinq ou six. Ainsi, les anthroponymes peuls se présentent dans cet ordre après les prénoms mentionnés plus haut :
- autres prénoms ;
- surnoms (choisis parce que la liste des prénoms musulmans est restreinte et pour contourner les interdictions d'énonciation) ;
- nom clanique : celui des grands clans, qui recouvrent une réalité souvent vague et variable : Jallo pour les Jalluuɓe, Boli pour les Wolarɓe, Dicko pour les Ferooɓe, etc.) ; il est le moins utilisé à l'intérieur du groupe mais souvent le plus présent à l'extérieur du groupe et dans l'état civil ;
- titre : les plus courants sont moddibbo (le marabout), Almamy (l'imam), El Haaj (le pèlerin).

Il est peu fréquent, voire interdit, d'utiliser le nom d'une personne en sa présence.

### Associations peules
- La M’BOroro Social CUltural & Development Association (MBOSCUDA), une association crée en 1987 qui a pour objectifs le développement économique, social et culturel des M’Bororo
- Le Tabital Pulaaku International (TPI, dont le nom signifie « pérenniser la culture peule »), une association crée en 2002 sous l’impulsion de l’écrivain sénégalais Cheikh Hamidou Kane. Son premier objectif est la sauvegarde de langue peule.

## Dans la culture
- L’écrivain guinéen Tierno Monénembo a plusieurs fois mis en scène les Peuls dans ses romans : Peuls, Le Roi de Kahel et Le Terroriste noir témoignent de « la volonté de l’auteur de rappeler la place de sa communauté (les Peuls de l’Afrique de l’Ouest) dans l’histoire mondiale »[99].

## Personnalités
Un grand nombre de personnalités africaines contemporaines sont d'origine peule.

### Sénégal
- Ayuba Suleiman Diallo
- Maba Diakhou Ba
- Baba Maal
- Aliou Abdoulaye Wattl, Premier President de L'Union Générale des Ressortissants de la Vallée du Fleuve Sénégal
- Mamadou Dia, homme politique
- Mamadou Mahmoud N'Dongo, écrivain, réalisateur, photographe, et dramaturge
- Macky Sall, président du Sénégal
- Yérim Habib Sow, homme d’affaires
- Malick Sy
- Ahmadou Bamba
- Oumar Tall
- Alpha Yaya Molo Baldé, cheif
- Kalidou Koulibaly, footballeur international
- Souleymane Baal, grande figure de la révolution tooroodo
- Koli Tenguella, fondateur de la première dynastie peule Denianké
- Omar Daf, footballeur international
- Malick Daf, footballeur international
- Boubacar Diallo[100], footballeur , père de El-Hadji Diouf
- Omar Sy, acteur
- Amadou Malick Sy, rappeur

### Mauritanie
- Ba Mamadou M'Baré

### Nigeria
- Muhammadu Buhari, président du Nigeria (1942-2025[101])
- Umaru Musa Yar'Adua, président du Nigeria (1951-2010)
- Shehu Shagari, président du Nigeria (1925-2018)
- Amina J. Mohammed, femme politique nigériane, actuelle vice-secrétaire générale des Nations unies (1961-)
- Usman dan Fodio, réformateur religieux, écrivain et homme d'État, fondateur de l'empire de Sokoto (1754-1817)
- Muhammed Bello, second sultan de l'empire de Sokoto, succédant à son père Usman dan Fodio (-1837)
- Ahmadu Bello, Premier de l’état du nord, un des pères de l’indépendance du Nigeria (1910-1966)
- Modibbo Adama, émir de Yola
- Murtala Muhammed, militaire et homme d'État nigérian (1938-1975)
- Shehu Musa Yar'Adua, militaire et homme politique nigérian (1943-1997)
- Nana Asma’u, princesse et poétesse du XIXe siècle, fille d'Usman dan Fodio
- Tijjani Muhammad-Bande, diplomate et président de la 74e session de l'Assemblée générale des Nations unies (1957-)
- Mohammed Barkindo, ancien secrétaire général de l'Organisation des pays exportateurs de pétrole (1959-2022)
- Nasir Ahmad El-Rufai, homme politique nigérian

### Gambie
- Hassan Bubacar Jallow

### Guinée
- Abdulrahman Ibrahim Ibn Sori, prince et esclave
- Ibrahima Sory Mawdo, Almamy du Fouta djallon
- Alpha Yaya Diallo, guerrier et roi de Labé
- Djibril Tamsir Niane
- Katoucha Niane, mannequin international
- Addi Bâ
- Kesso Barry
- Tierno Monénembo, écrivain
- Cellou Dalein Diallo, homme politique (1952-)
- Boubacar Diallo Telli, premier secrétaire général de l'Organisation de l'unité africaine
- Barry Diawadou (1916-1973), personnalité politique ayant siégé à l'Assemblée nationale française
- Ibrahima Kaba Bah, résistant au régime du président Sékou Touré, auteur de traductions en langue peule (1931-)
- Hamidou Diallo, basketteur
- Ousmane Gaoual Diallo, Ministre
- Rabiatou Serah Diallo, ancienne présidente du CNT
- Siradiou Diallo, homme politique
- Abdoul Salam Sow, footballeur
- Binta Laly Sow, artiste musicienne
- Prof Bano Barry, homme politique
- Doomams, rappeur
- Black M, rappeur

### Burkina Faso
- Tahirou Barry, ministre de la Culture et du Tourisme, candidat aux élections présidentielles
- Alpha Barry, ministre des Affaires Étrangères (1970-)
- Hama Arba Diallo (en), secrétaire général adjoint des Nations-unies
- Salif Diallo
- Cherif Sy
- Yero Boly
- Dicko Fils
- Aminata Diallo
- Boubacar Diallo

### Mali
- Abdoulaye Sékou Sow
- Adame Ba Konaré, écrivain
- Sékou Amadou, fondateur de l’empire peul du Macina
- Amadou Hampâté Bâ, écrivain
- Ahmadou Tall
- Baréma Bocoum
- Adama Ouane
- Mahmoud Dicko, imam wahhabite qui a présidé de 2008 à avril 2019 le Haut Conseil islamique malien (HCIM)
- Amkoullel, rappeur, animateur télé.
- Hammadoun Dicko Homme politique

### Cameroun
- Ahmadou Ahidjo, président du Cameroun
- Baba Ahmadou Danpullo, homme d'affaires le plus riche d'Afrique francophone
- Goggo Addi
- Marafa Hamidou Yaya, ministre d’État chargé de l’administration territoriale, secrétaire général de la Présidence de la République
- Youssoufa Daoua, ancien sénateur, politicien
- Nana Bouba, homme d'affaires
- Bello Bouba Maigari, ministre du tourisme et des loisirs
- Mohamadou Abbo Ousmanou, homme d'affaires
- Djaïli Amadou Amal, écrivaine
- Mohammed Iya, ex directeur général de la Sodecoton

### Centrafrique
- Hassan Bouba Ali, Homme politique et homme d'affaires tchado-centrafricain

### Niger
- Amadou Cheiffou, ingénieur de navigation aérienne et ancien premier ministre du Niger du 26 octobre 1991 au 17 avril 1993
- Amadou Boubacar Cissé, né le 29 juin 1948 à Niamey, est un haut-fonctionnaire et homme politique nigérien.
- Oumarou Abdourahamane, homme politique nigérien, député national.
- Aïchatou Diori, première dame du Niger de 1960 à 1974, épouse de Hamani Diori.

### Autres
- Neneh Cherry Sierra Leone, Suède
- Amadou Diallo (1975-1999) Liberia
- Aissatou Bella Diallo, présentatrice - France
- Alejandro Balde,footballeur - Espagne
- Umu Hawa Tejan-Jalloh (1949-), avocate sierra-léonaise.

#### Littérature
- Amadou Hampâté Bâ, Contes initiatiques peuls, Pocket, 2000, 416 p.
- Amadou Hampâté Bâ et Germaine Dieterlen, Koumen : texte initiatique peul, Cahiers de l'Homme, 2010, 95 p.
- Fatimatou Baldé, Contes peuls, Lyon, Baudelaire, 2010, 110 p.
- Christiane Seydou, Contes peuls du Mali, Karthala, 2005, 482 p.
- Christiane Seydou, Épopée peule de Boûbou ardo Galo, Karthala, 2010, 279 p.
- Christiane Seydou, L'épopée peule du Fuuta Jaloo. De l'éloge à l'amplification rhétorique, Karthala, 2011, 360 p.
- Les aventures de Kataboum : conte bilingue français-peul, L'Harmattan, 1997, 24 p.
- Abel Moumé Etia, Le Foulbé du Nord-Cameroun, Bergerac, Imprimerie Générale, 1948, 22p
- Mamadou Ba, Analyse philosophique des formes symboliques peules. Mémoire de Master, Ucad; 2016.

#### Études
Généralités
- Alain Daniélou, La Civilisation des différences, Kailash, 2004  (ISBN 2842680979)
- Thierno Diallo, Sur l’origine et la dispersion du peuple peul avant le XIXe siècle, Paris, université de Paris, 1964 (diplôme d’études supérieures, publié en 1972, Dakar, université de Dakar, Annales Faculté des Lettres, no 2, p. 118-193
- Marguerite Dupire, Organisation sociale des Peul. Étude d’ethnographie comparée, Paris, Plon, 1970, 624 p. (thèse de doctorat)
- Henri Lhote, « L'extraordinaire aventure des Peuls », Présence africaine, no 22, octobre-novembre 1958, p. 48-57
- Aboubacry Moussa Lam, De l'origine égyptienne des peuls, Présence africaine, 1993, 463 p.  (ISBN 2708705709)
- Alain Le Pichon, Souleymane Balde et Diawne Diamanka, Le Troupeau des songes. Récits, Maison des Sciences de l'Homme, mai 1991  (ISBN 2735104117)
- Oumar Niang, Réflexion sur l'origine des termes Fulbe, pullo et aussi Wolof, Bambara, Soninke), 2018,
- Oumar Niang, Les patronymes Fulbe (peuls), origine mythique et symbolique, 2017, https://www.ndarinfo.com/Les-patronymes-fulbe-peuls-origine-mythique-et-symbolique-Par-Oumar-NIANG_a20377.html [archive].
- Oumar Niang : Traditions, Valeurs et symboles liés au mythe de caamaaba, 2016, https://pulaar.org/2016/11/07/traditions-valeurs-et-symboles-lies-au-mythe-de-caamaaba/ [archive].
- Oumar Niang : Quelques repères sur l'origine des termes : Tekrur (Tekrour), Takrur, Tukloor, Haalpulaar, par Niang Oumar
- Roger Botte, Jean Boutrais, Jean Schmitz Figures Peules, Karthala, 1999
- Alain Anselin, La Question Peule, Karthala

Peuls du Sénégal
- Cheikh Ba, Les Peuls du Sénégal : étude géographique, Paris, université de Paris-VII, 1982, 541 p. (thèse d'État, publiée)
- Oumar Ba, Les Peuls du Fouta Toro à travers leur tradition nationale orale et écrite, Paris, université de Paris, 1973, 1724 p. (TDU)
- Oussouby Touré et Joël Arpaillange, Peul du Ferlo, Paris, L’Harmattan, 1986, 77 p.

Peuls de Guinée
- Gilbert Vieillard, Notes sur les Peuls du Fouta-Djallon (Guinée française), Institut français d'Afrique noire, 1940

Peuls du Niger
- Boubacar Hama Beïdi, Les Peuls du Dallol Bosso : coutumes et mode de vie, Sépia, 1993, 188 p.
- Sandrine Loncke, Les peuls Bororos : nomades du Sahel, Vilo, 2000

Peuls de Mauritanie
- Sophie Caratini, Les sept cercles, Une odyssée noire, Thierry Marchaisse, 2015

Peuls de Côte d'Ivoire
- Philippe Bernardet, Association agriculture-élevage en Afrique : les Peuls semi-transhumants de Côte d'Ivoire, Éd. l'Harmattan, 1984

Peuls du Mali
- Youssouf Tata Cissé, L'Empire du Mali : Les Peuls du Manding, Fondation SCOA pour la recherche scientifique en Afrique noire, s.d.

Peuls du Burkina Faso
- Madina Querre, Le bâton Peul sur les sentiers de l'enfance dans la région du Séno. Thèse de doctorat, 2002. https://www.academia.edu/3256528/Le_bâton_Peul._Introduction